# Céramique japonaise
La céramique japonaise (陶磁器, tojiki), yakimono (焼きもの) ou tōgei (陶芸) est l'une des formes d'art les plus anciennes du Japon. Elle remonte à la période Jōmon (vers 15000 - 300 av. notre ère). La production s'est poursuivie sans discontinuer jusqu'à l'époque actuelle, donnant une large gamme de terres cuites brutes ou vernissées, poteries, grès et porcelaines selon des techniques de tradition japonaise mais aussi importées ou inspirées par les céramiques coréennes, chinoises et thaïlandaises.

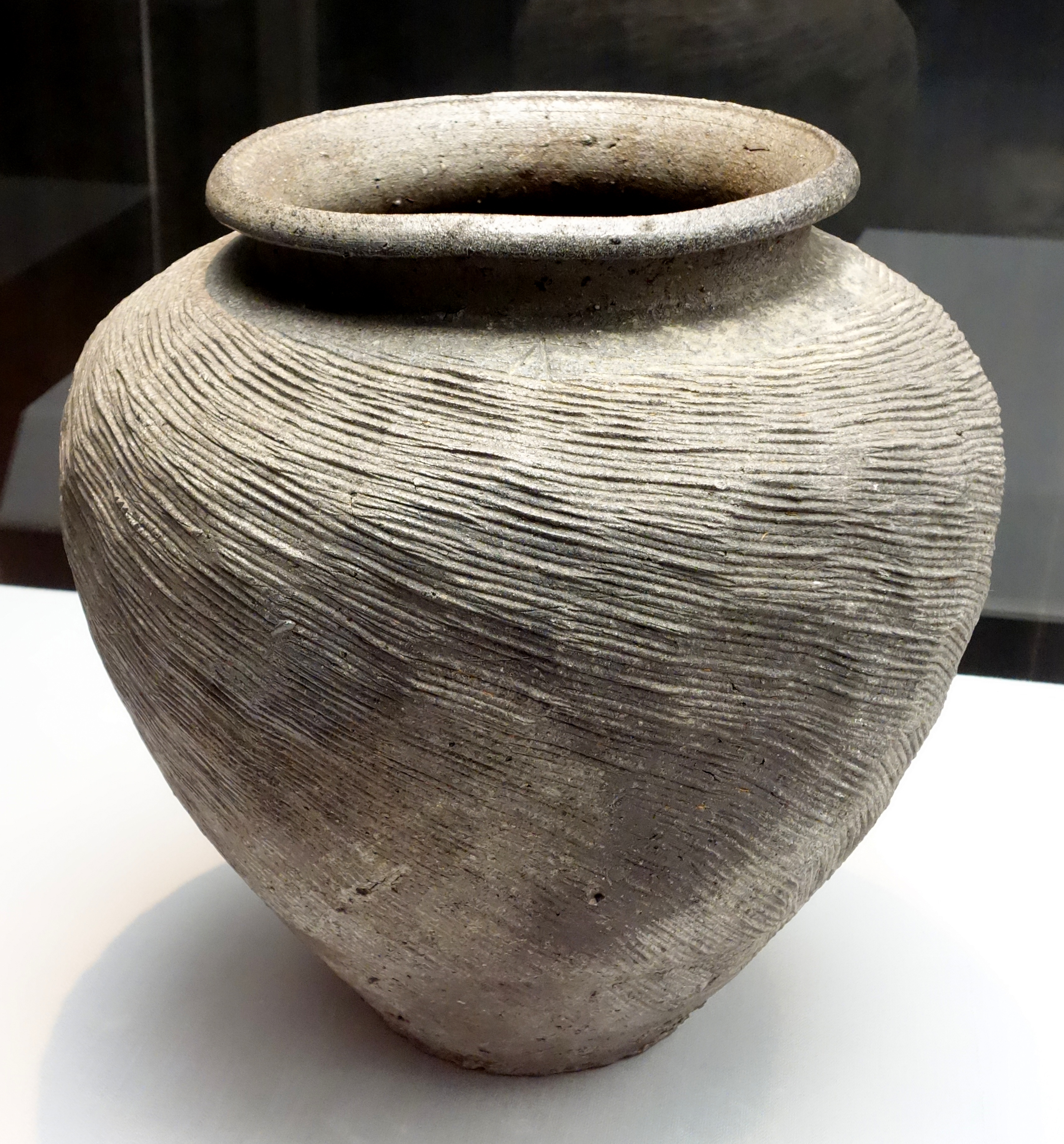
Grande jarre. Grès biscuité à décor au bambou. Four de Suzu. XIIe siècle, époque de Heian.
Musée national de Tokyo

## Histoire

### Origines et préhistoire

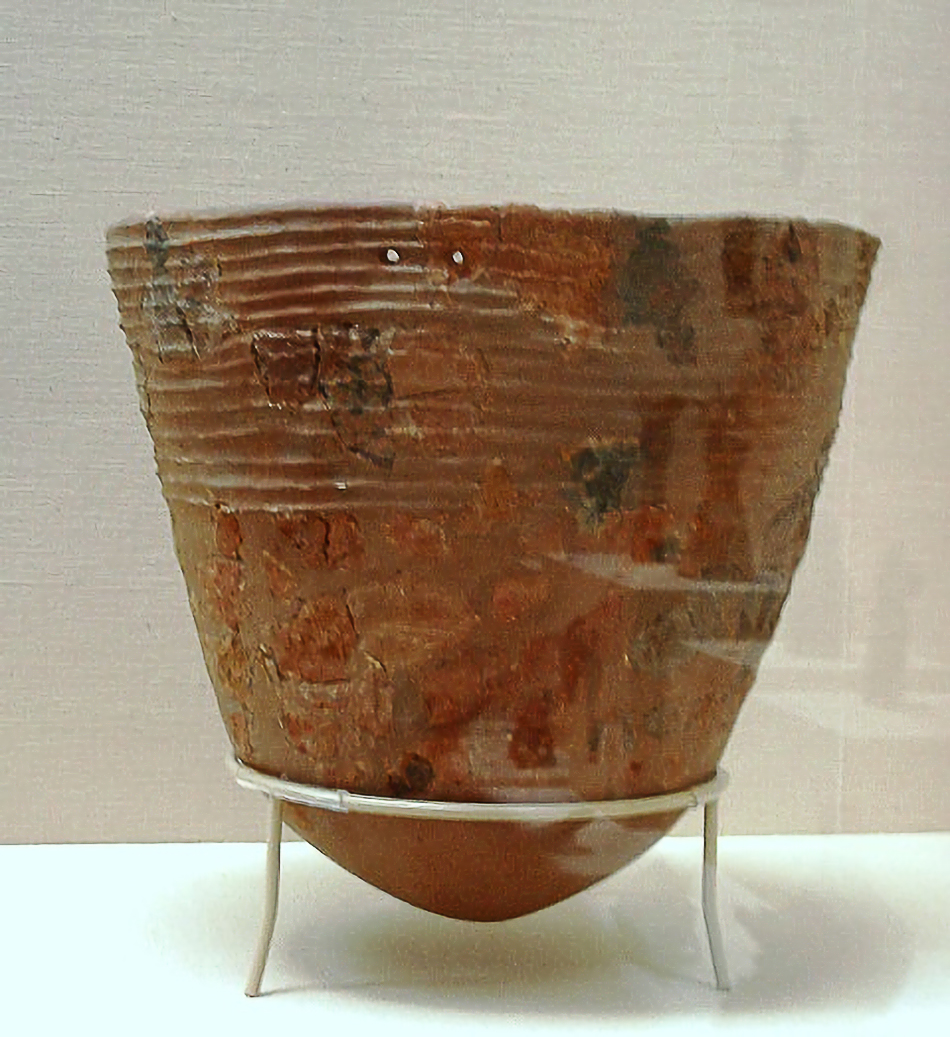
Poterie du Proto-Jōmon, vers 10000-8000. Décor aux doigts. Musée national de Tokyo.
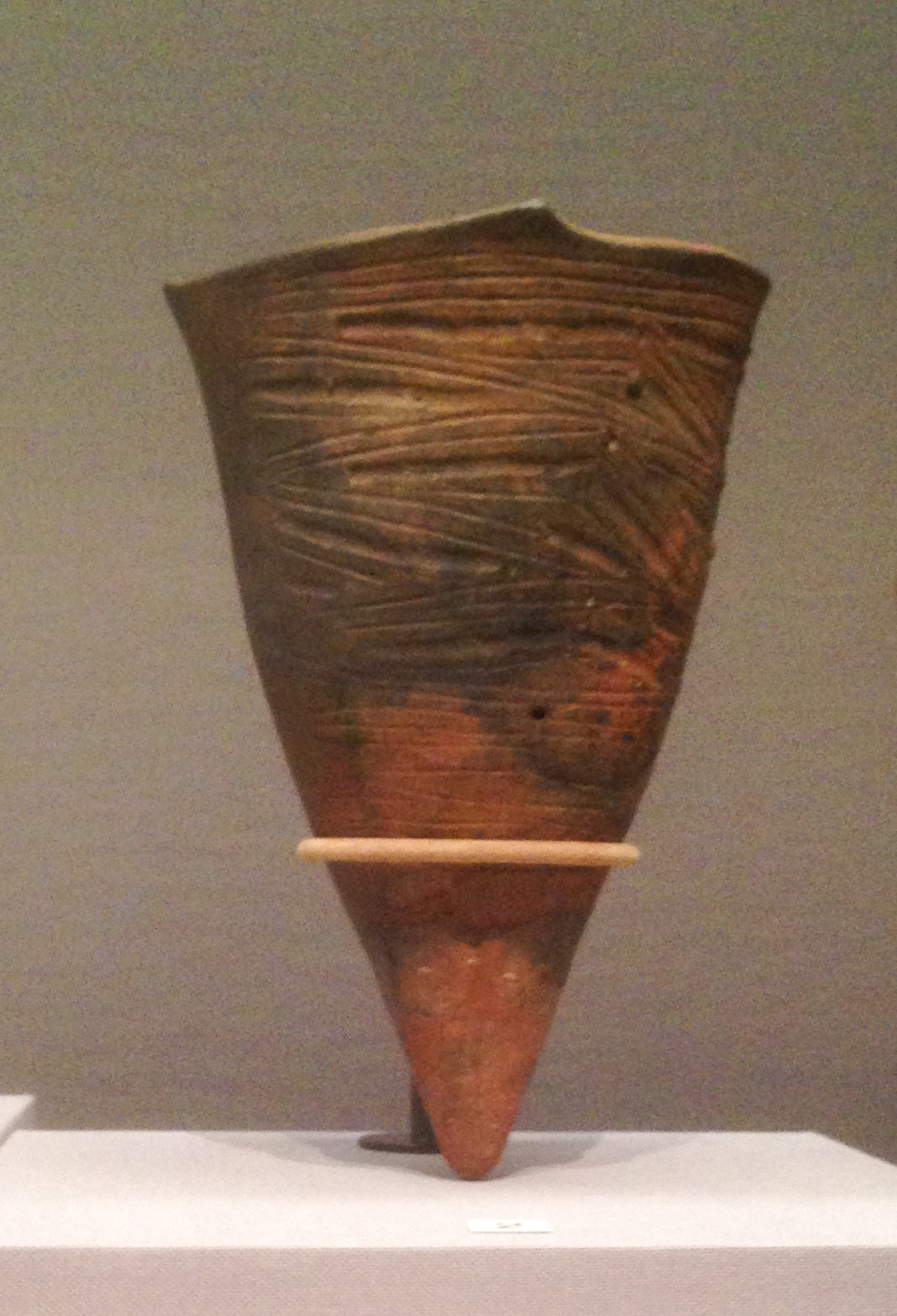
Récipient à décor gravé au bambou. 7000-4000, Jōmon Archaïque, région du Kantō. Musée National de Tokyo.
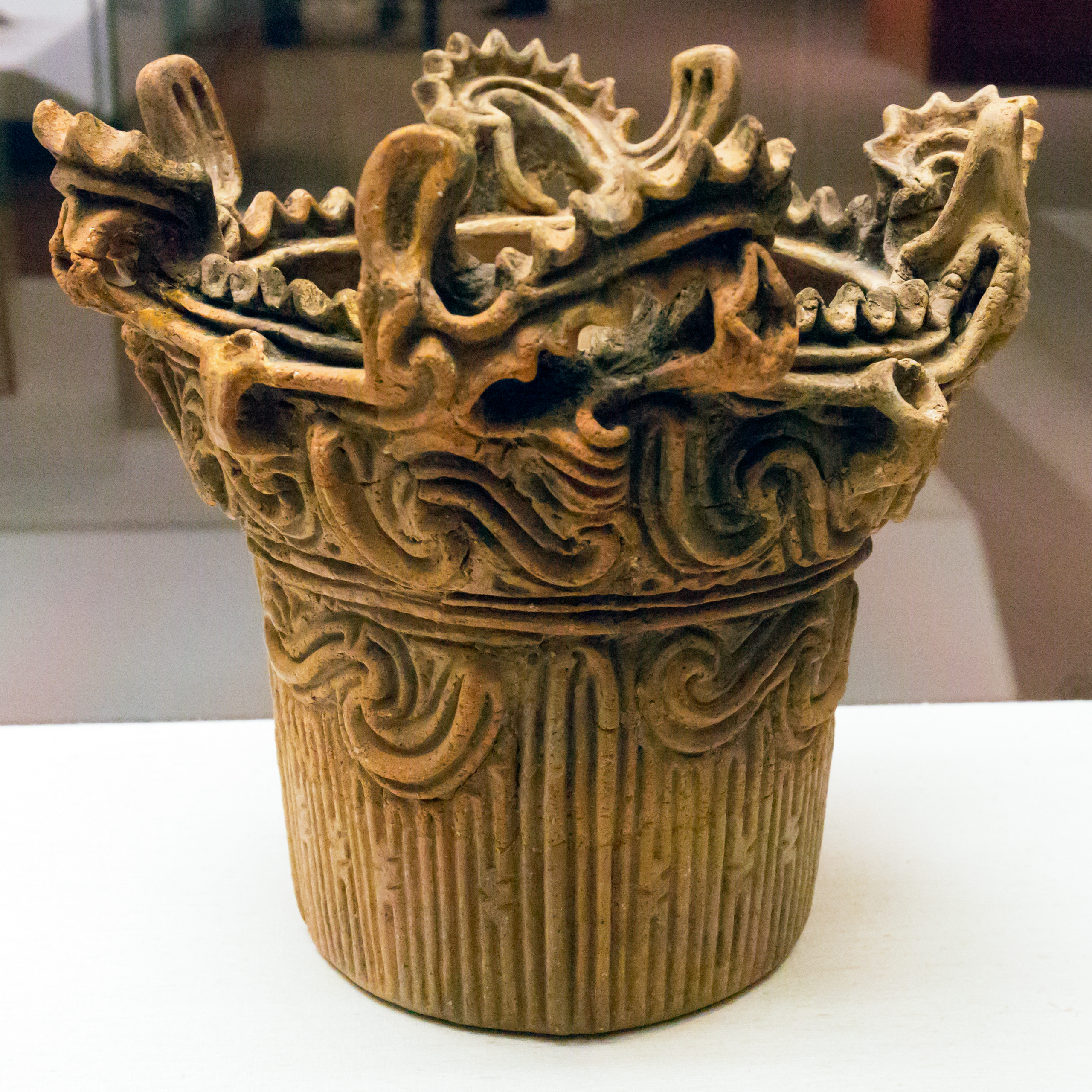
Vase, terre cuite à  « flammèches » ajourées du Jōmon récent 2000-1000. British Museum.
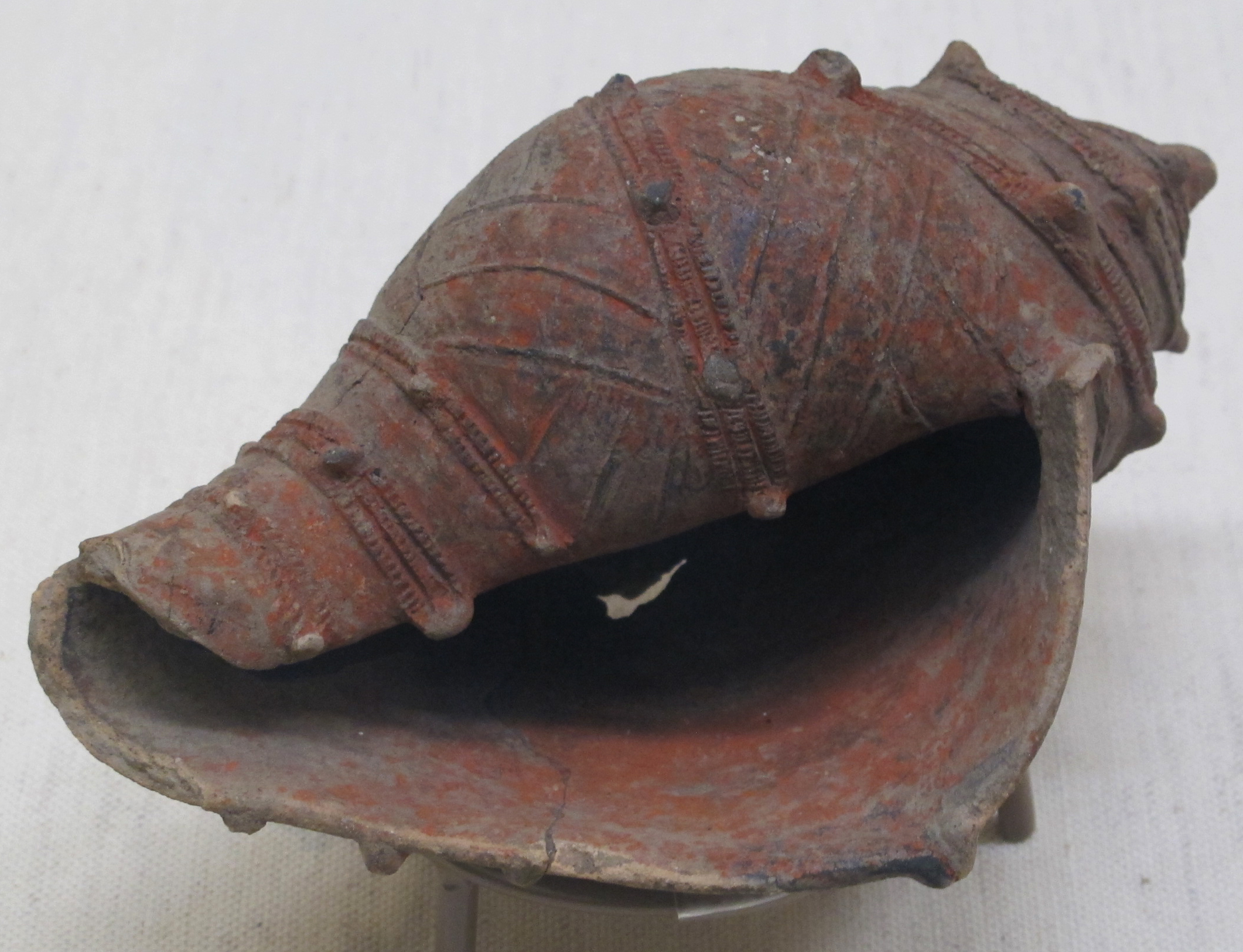
Période Jomon, céramique en forme de coquillage, Jōmon récent 2000-1000. Musée national de Tokyo.
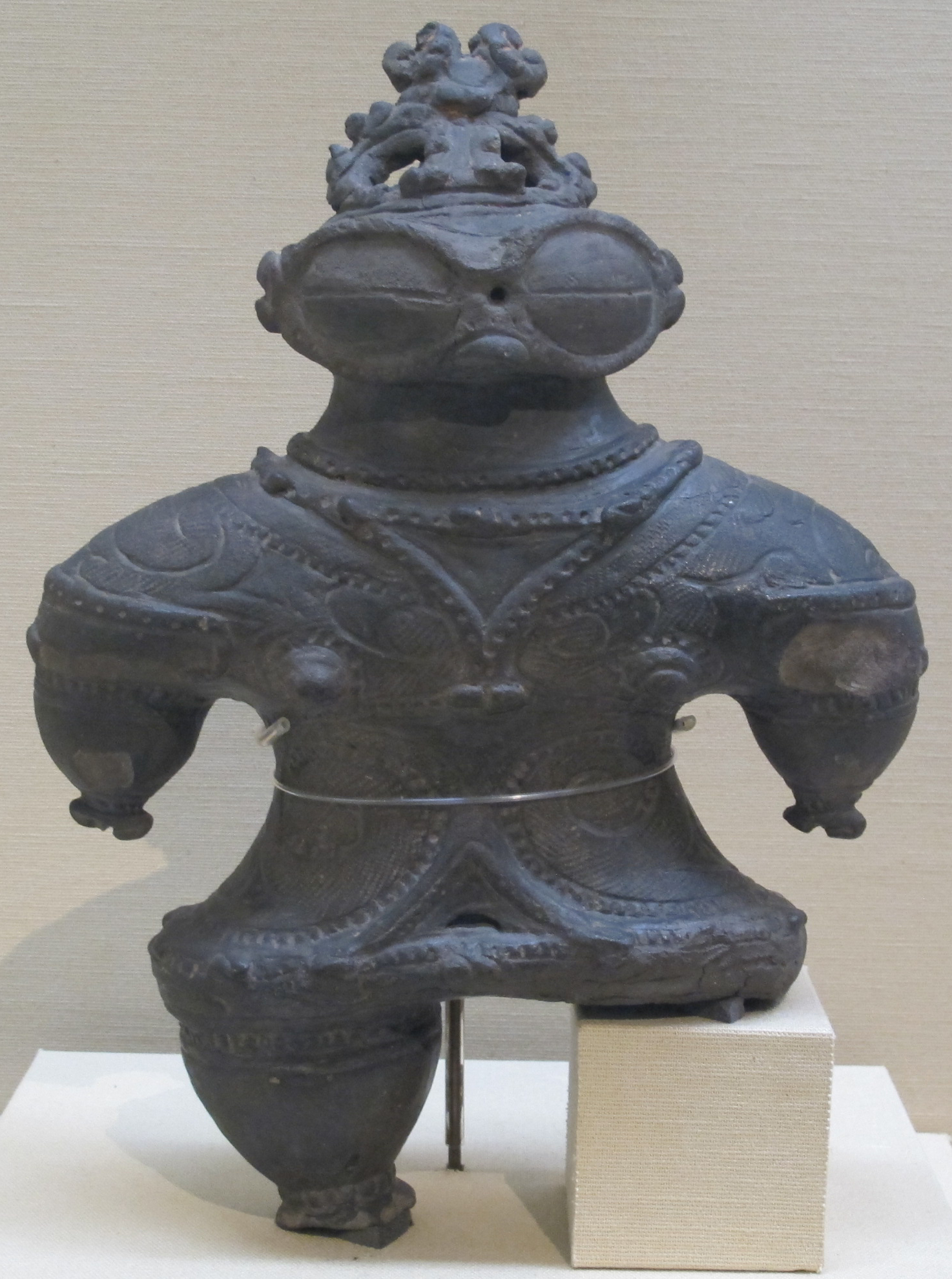
Dogū aux yeux exorbités. Terre cuite noire, H. 34,3 cm. Jōmon final. Kamegaoka, Préfecture d'Aomori. Musée national de Tokyo[1].

L'apparition de la céramique pratiquée par des populations de chasseurs-cueilleurs à la période Jōmon (15000 - 300 avant notre ère) montre que la céramique n'est pas nécessairement le fait de cultures néolithiques. L'exemple japonais est particulièrement significatif sur ce point. Les premières poteries sont cuites sur feu ouvert, à basse température. Le décor est constitué, dans le Proto-Jomon, de bandes d'argiles appliquées ou de bandes en relief à motifs incisés. Parfois les décors sont limités à l'embouchure du vase, mais le plus souvent, ces décors vont de l'embouchure au milieu du corps. D'après les témoins archéologiques, ces poteries sont parmi les premières réalisées au monde.
Les poteries du Jōmon moyen sont bien plus élaborées que précédemment, elles atteignent même des sommets en tant que créations artistiques au Jōmon récent. Les bords des pots deviennent beaucoup plus complexes et décorés d'ornements graphiques. Les ornements totalement exubérants des récipients du Jōmon récent, avec leurs motifs de « flammèches » en haut relief, les rendaient non fonctionnels, en tout cas pour un usage utilitaire.
L'art céramique du Jōmon moyen et surtout final se distingue par d'innombrables variantes sur des motifs de figurines essentiellement féminines (dogū) et des masques (domen) de terre cuite. Les petites statuettes, d'une vingtaine de centimètres de hauteur, sont considérées comme des trésors nationaux au Japon. La stylisation très poussée de ces figurines donne lieu à des jeux formels complexes, mais chaque fois parfaitement cohérents du point de vue plastique : jeux de formes aux courbes tendues et couvertes de zones striées, aux grands yeux ronds ; jeux de formes rondes et couvertes d'arabesques proliférantes, contrastant avec de grands yeux immaculés, ouverts d'un unique trait horizontal.

### Périodes Yayoi, Kofun et Asuka
Les émigrants continentaux, coréens, vers 800 av. n. ère, au début de la période Yayoi, introduisent l'usage de la roue et la culture du riz. La céramique d'usage courant tout comme les céramiques funéraires sont toujours dans une terre cuite plus ou moins brun rougeâtre, obtenue par une cuisson en oxydation désignée sous le nom de hajiki (céramique haji). Celle-ci continuera d'être produite jusqu'au XIIe siècle pour les besoins de la vie quotidienne. Mais des formes nouvelles apparaissent au contact des nouveaux arrivants, dont la jarre globulaire, pour les réserves de riz, teinte en rouge.

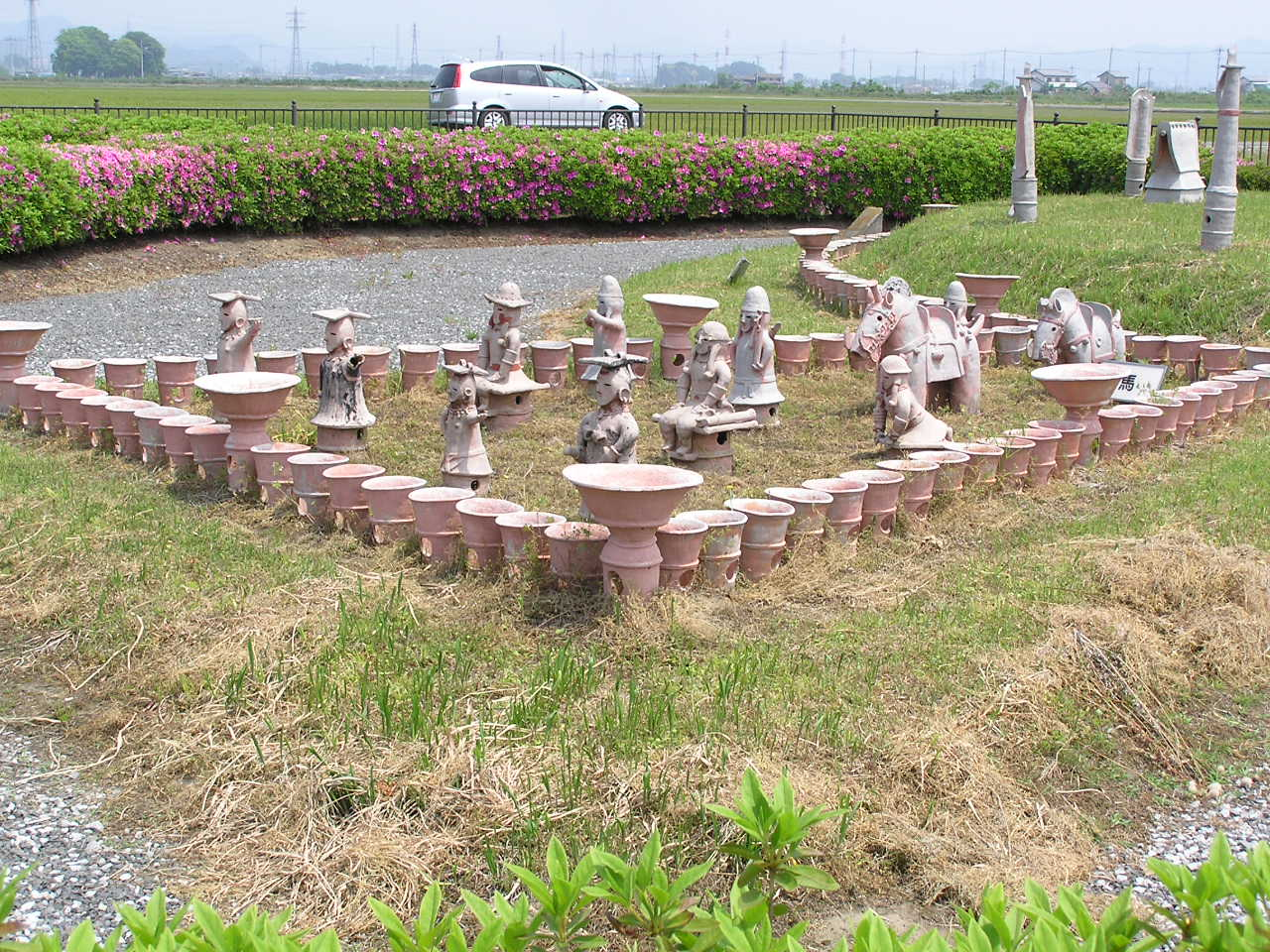
Haniwa, sur un Kofun (reconstitution), VIe siècle. Terre cuite hajiki. Ōta, préfecture de Gunma, Kantō

Entre, environ, 250 et 550 de notre ère — époque des kofun (Grandes Sépultures) , période Kofun —  la céramique haji (en particulier pour les haniwa) cuite à faibles températures (450–750 °C) suit la tradition de l'époque Yayoi, reste poreuse, et est utilisée pour les jarres destinées à contenir des grains.
Au début du Kofun moyen, à la suite d'un nouveau flux de migrants coréens, à la fin IVe ou au début du Ve siècle, on commence à cuire à une température supérieure à 900° et en réduction. Ainsi apparait une céramique, appelée sue-ki (poterie sue), plus fine que précédemment, cuite à une température située entre 1 000 et 1 300 °C et qui prend une couleur gris bleuté à gris foncé. En général mat, sans glaçure ce grès peut recevoir, par projection involontaire de cendre au cours de la cuisson, une glaçure partielle à la cendre de bois. Ces grès peuvent contenir des liquides, des boissons. Selon les « Chroniques du Japon » rédigées au VIIIe siècle, la nouvelle technique est introduite au Japon par des potiers coréens. De fait, elle dérive directement de la céramique coréenne à l'époque des Trois Royaumes. Les objets produits sont associés à des cérémonies rituelles et aux pratiques funéraires.
Les potiers emploient des fours tunnels (anagama) qui leur permettent d'atteindre 1 100 à 1 200 °C. Des coulées vitrifiées brunâtres à verdâtres, causées par des cendres de bois déposées en fin de cuisson, donnent, parfois, à ces céramiques un revêtement partiel. Montées au colombin, leur aspect de surface montre aussi le travail d'égalisation approximatif réalisé au battoir sur la tournette. Un enfumage en fin de cuisson fait pénétrer du carbone qui lui donne cette couleur. Les premiers fours tunnels (fours couchés à une chambre, anagama) se situent, au début, près de la péninsule coréenne (au nord de l'île de Kyushu, face à la Corée), puis se concentrent dans la région centrale, où siègent le gouvernement et la cour impériale, en particulier dans la préfecture d'Osaka.

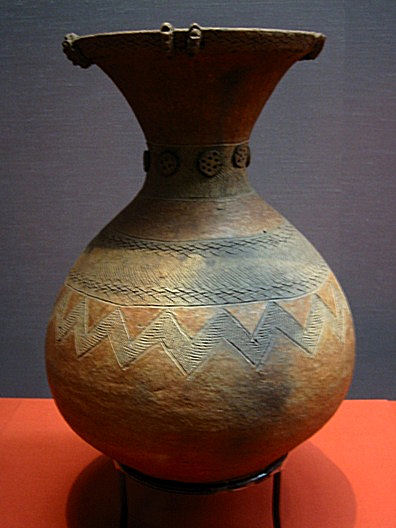
Jarre globulaire, col étroit et ouverture large, terre cuite incisée, peinture rouge. Yayoi, Ier – IIIe siècle. Musée national de Tokyo
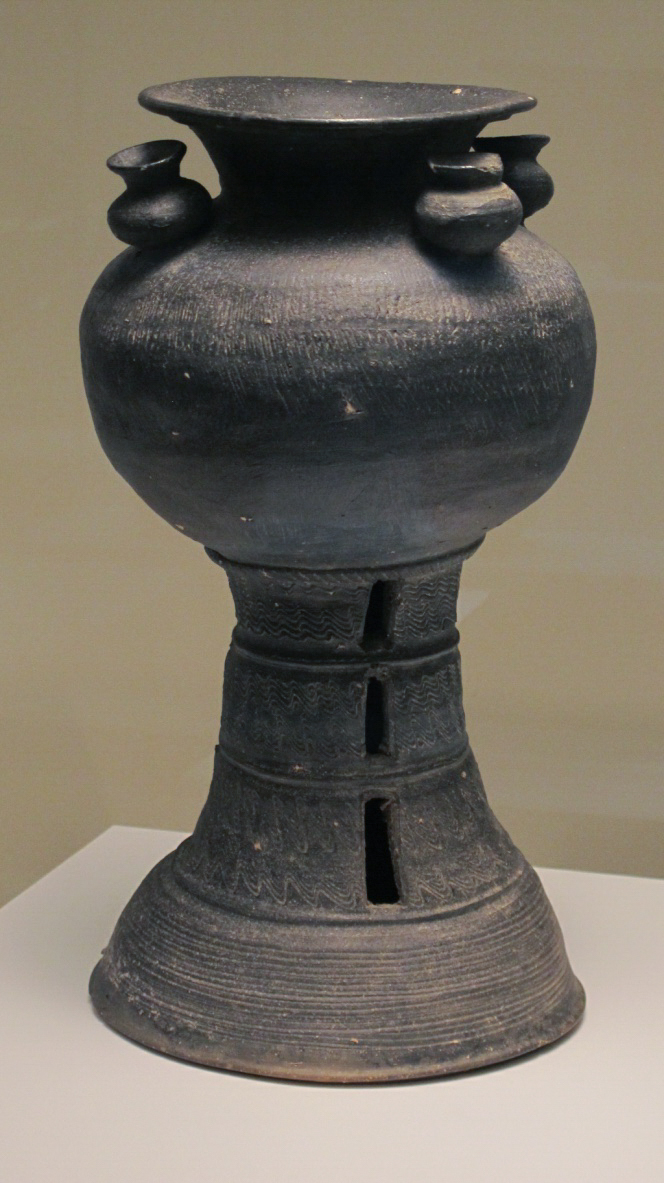
Jarre globulaire sur piédestal ajouré. Grès sue. Période Kofun, Ve – VIe siècle. Musée des cultures du monde, Barcelone
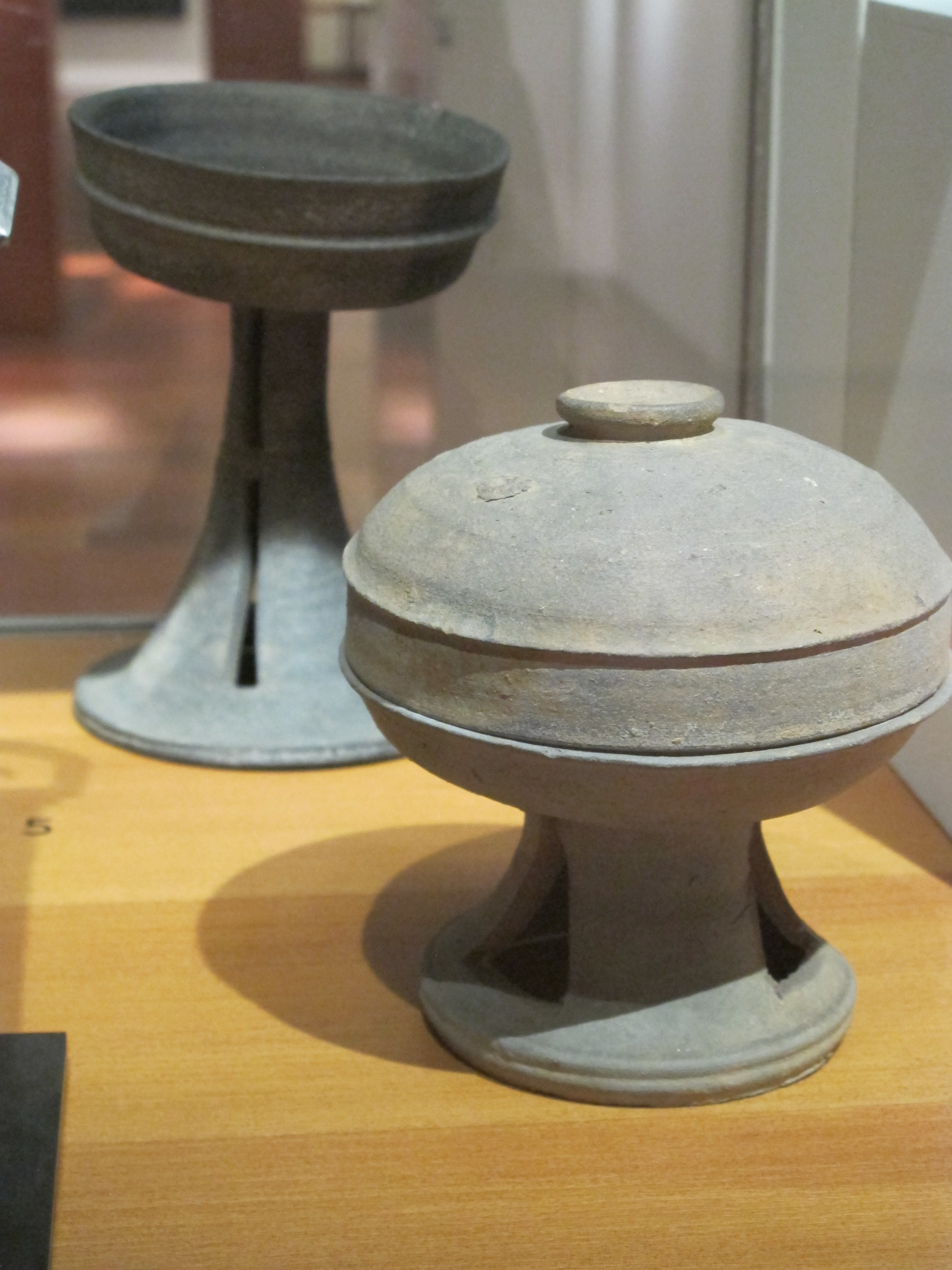
Période Kofun. Deux coupes sur piédestal ajouré, dont une avec couvercle: 1/Préfecture de Kagawa. 2/VIe siècle. Préfecture de Toyama. Grès sue. Musée Guimet
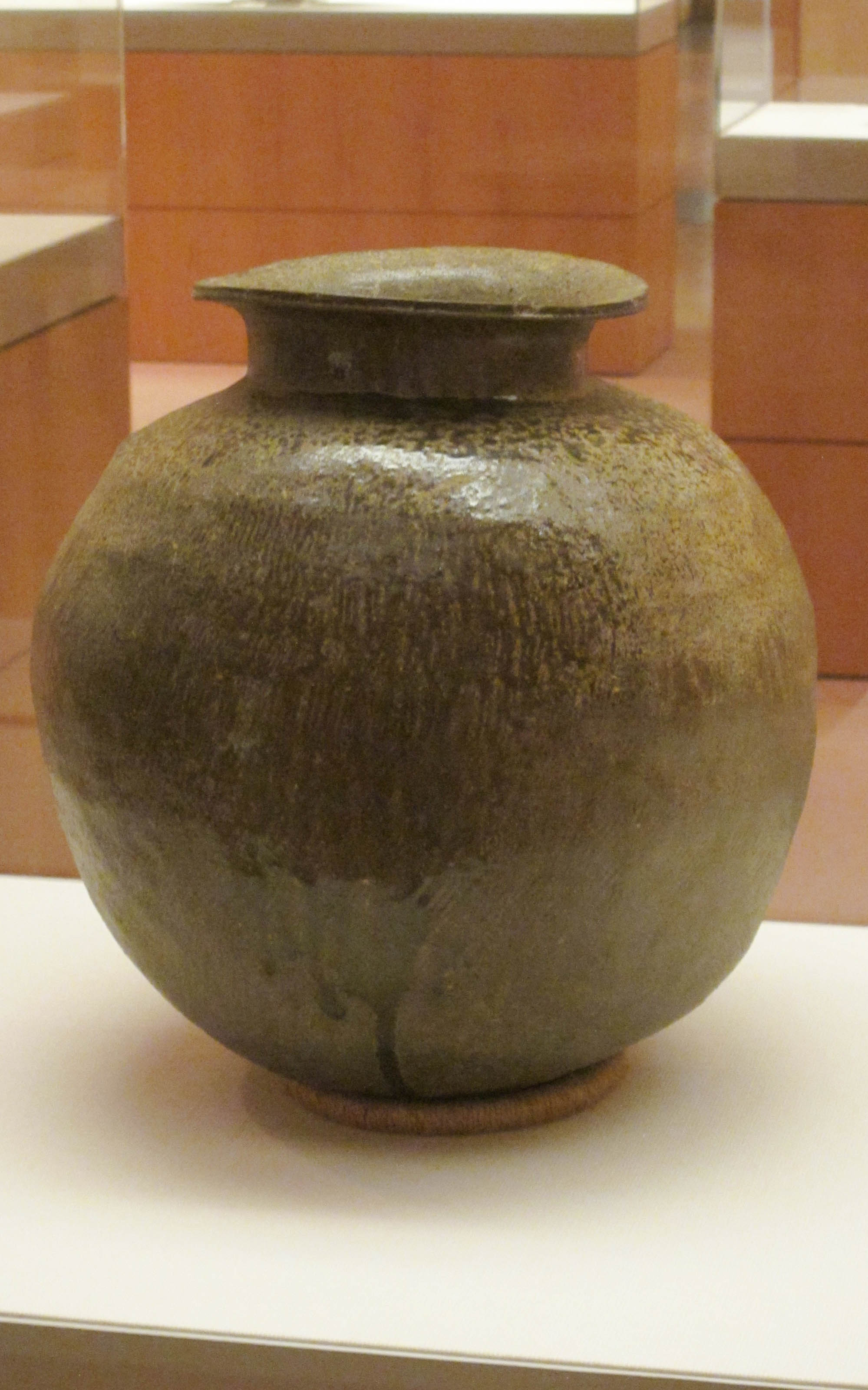
Jarre pour entreposer. Grès sue à couverte de cendre de bois, H. 38, D. 36 cm. Période Asuka, VIe siècle. Musée d'art asiatique de Berlin.

### DuVIIIeauXIVesiècle
Cette technique continue à être en usage jusqu'au XVe siècle et est à l'origine de plusieurs productions médiévales. Les fours médiévaux permirent, ensuite, d'affiner la production de grès qui était encore produite à la fin du Xe siècle, particulièrement dans le centre de Honshu près de la ville de Seto dans la préfecture d'Aichi. Les articles issus de cette production étaient si couramment utilisés que seto-mono devint le terme générique pour la céramique au Japon. Les « grands fours », ōgama, restent des fours piriformes (en forme de poire) à chambre unique.
À l'époque de Nara, la culture chinoise est largement importée et assimilée. Ainsi la couverte aux trois couleurs, sancai, provient directement de la technique en faveur sous la dynastie Tang.

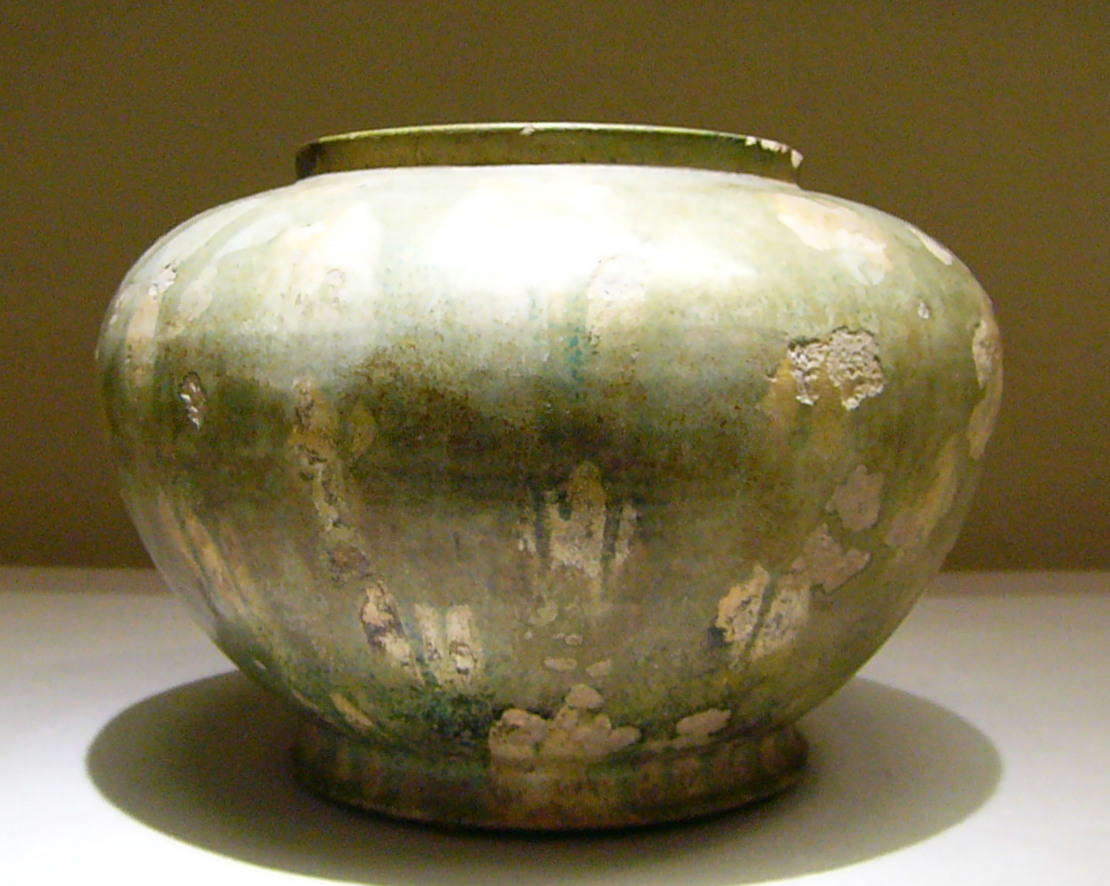
Jarre. Céramique aux trois couleurs, H 17,5 cm. VIIIe siècle, époque de Nara. Osaka Municipal Museum
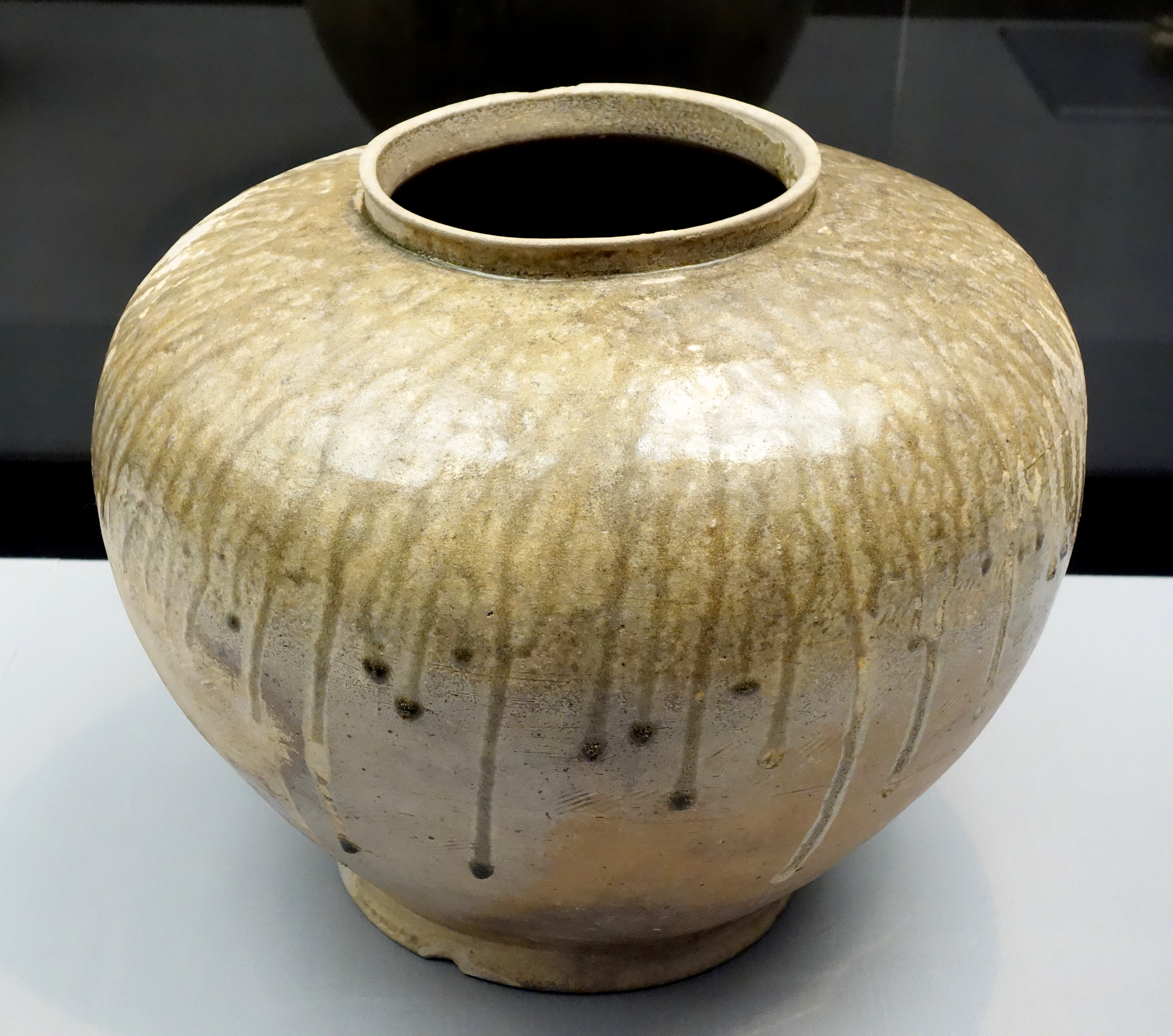
Jarre à col court. (Couverte de cendre de bois, ou émail naturel de cendre). Four de Sanage, type shirashi. IXe siècle, Heian. Musée national de Tokyo
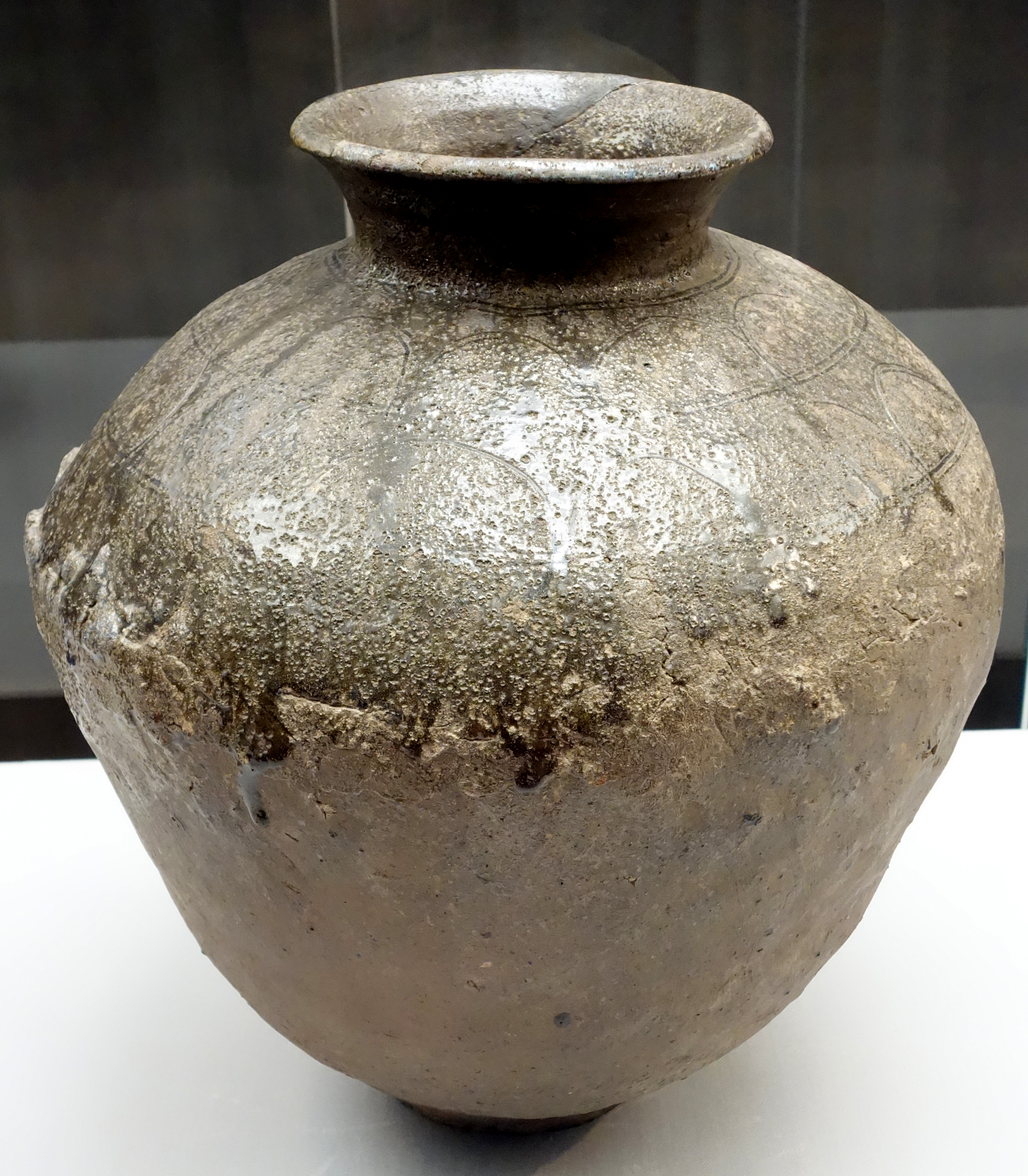
Grande jarre. Grès, émail naturel de cendre. Four d'Atsumi (proche de Seto. XIIe siècle, Heian. Musée national de Tokyo
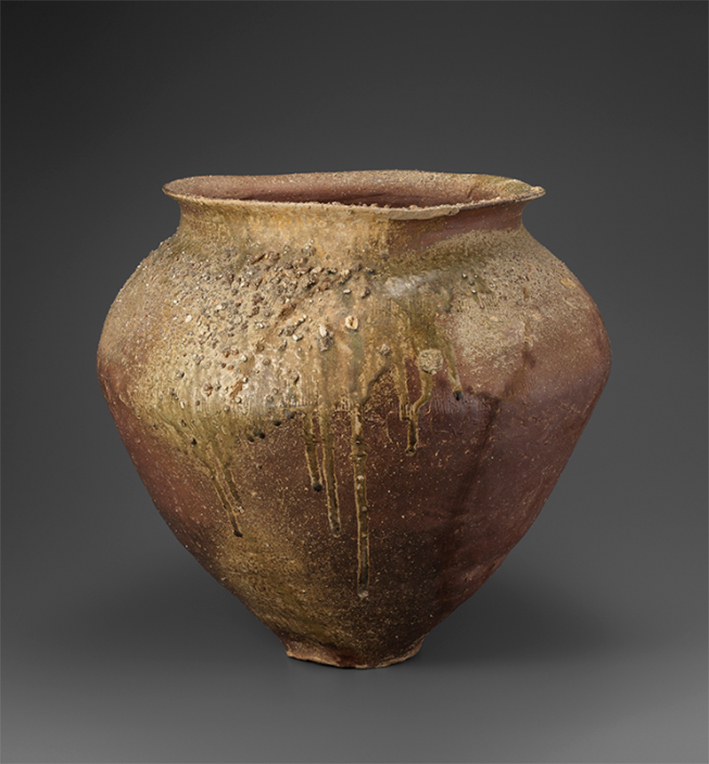
Jarre à large ouverture et couverte accidentelle. Fours de Tokoname. XIIe siècle, Heian. Musée d'Art Idemitsu
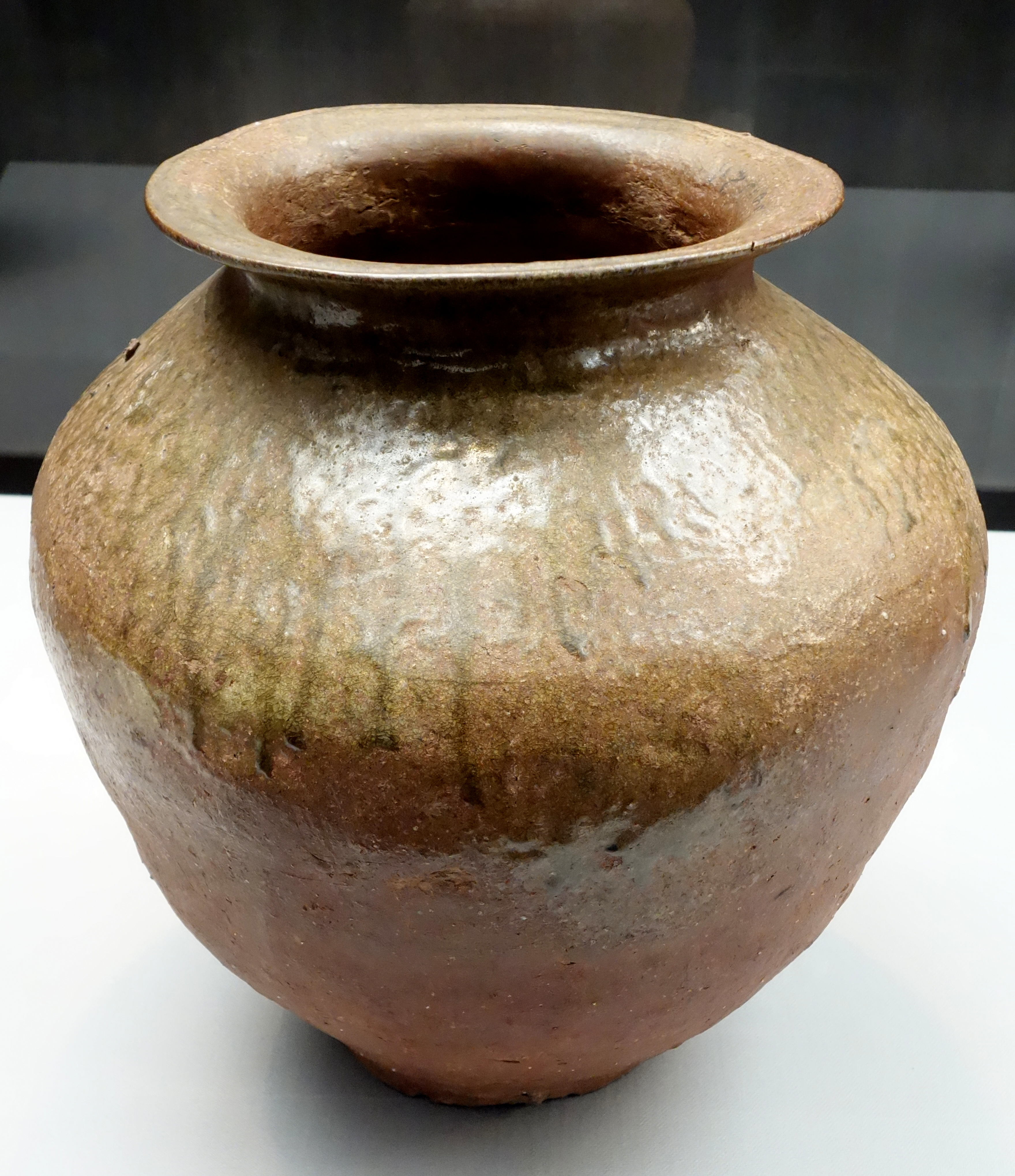
Grande jarre. Grès, émail naturel de cendre H. 49,8 cm. Four de Tokoname (Futamicho Mizoguchi Ise) XIIe siècle, Heian. Musée national de Tokyo

### L'âge d'or des grès japonais,XVe–XVIIesiècle

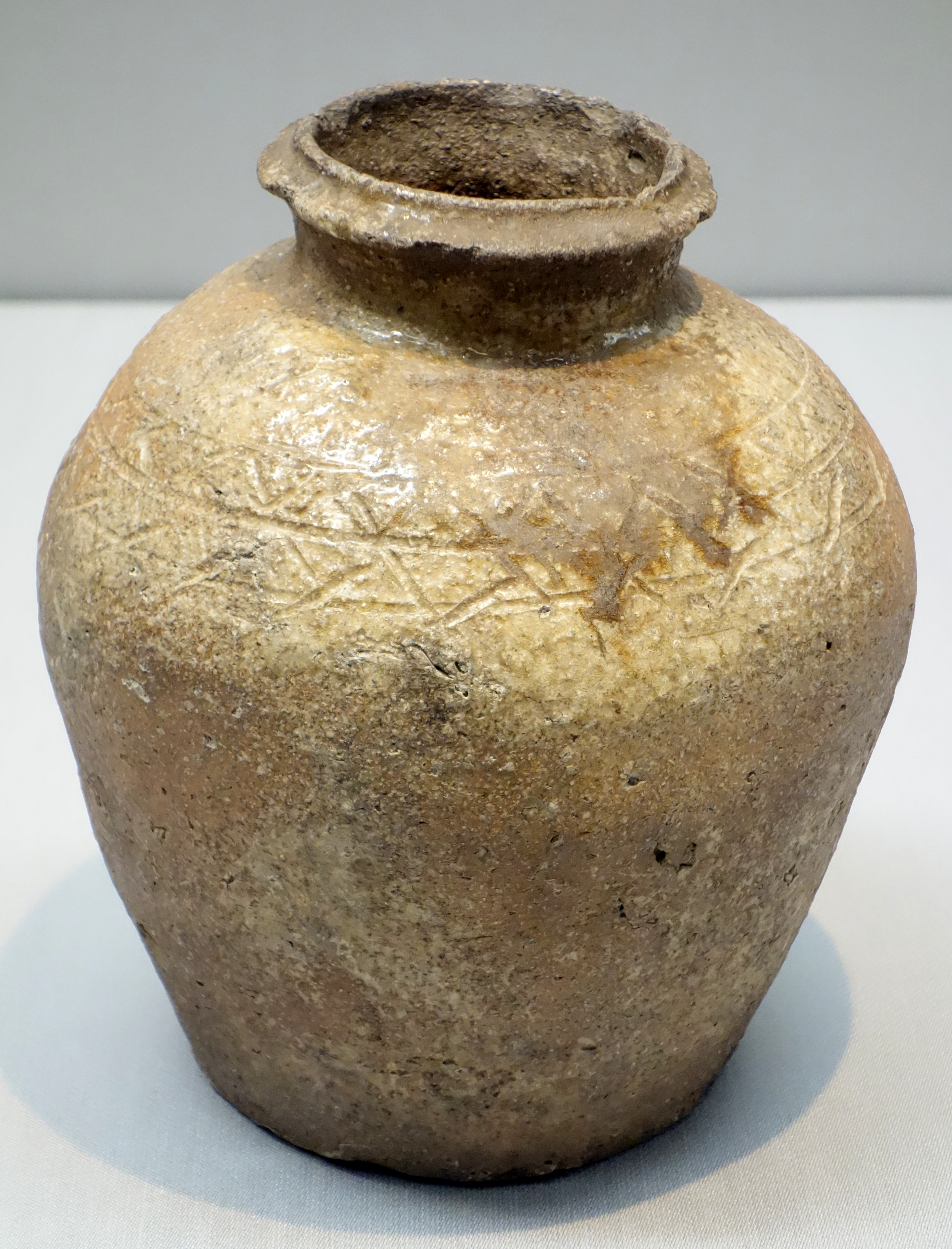
Petite jarre. Grès à décor de clôture en rameaux tressés. Four de Shigaraki. Muromachi, XVe siècle. Musée national de Tokyo
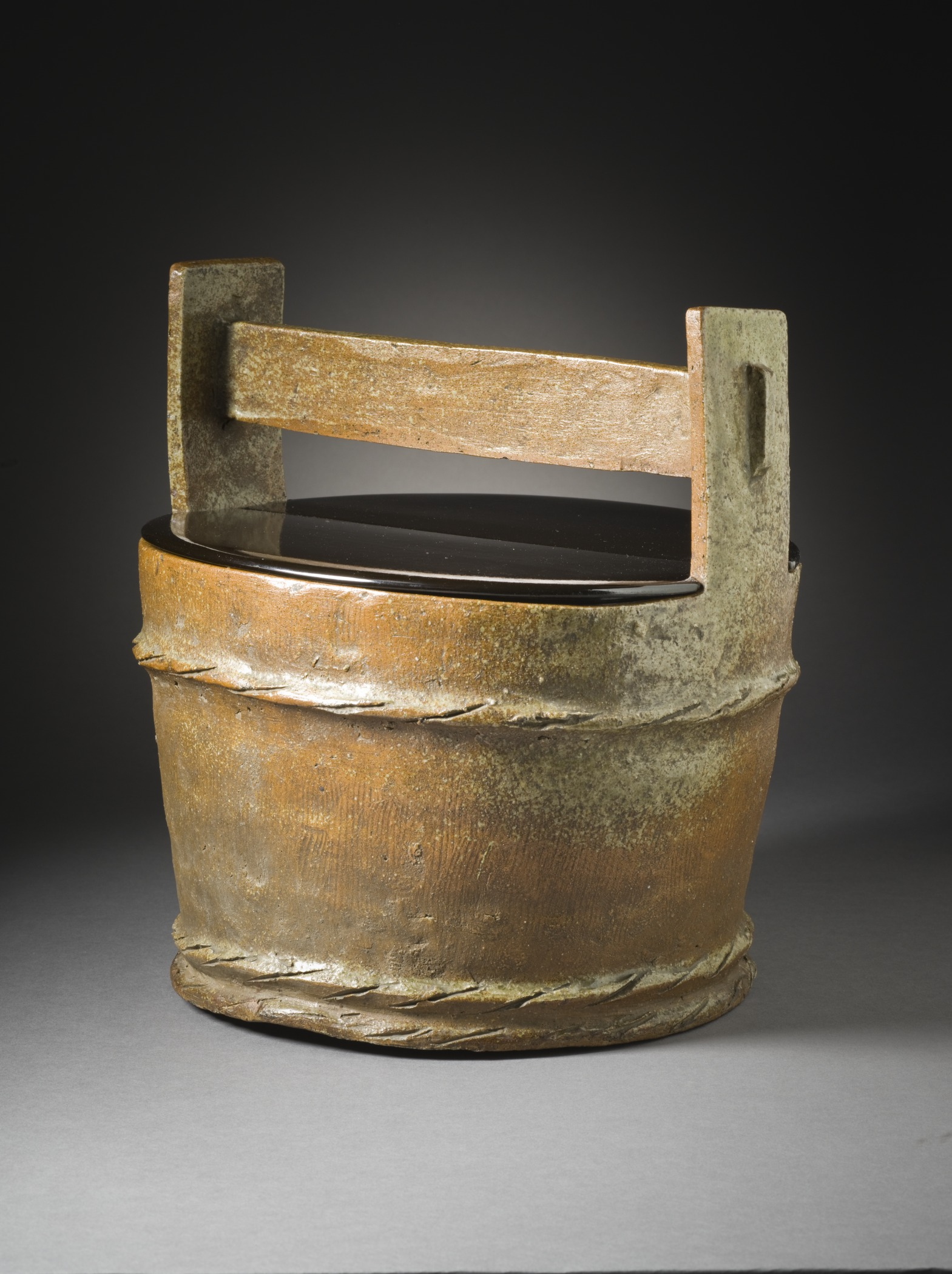
Vase à eau pour la cérémonie du thé / seau en bois. Grès, émail naturel de cendre H. 27 cm. Four de Tamba, Momoyama, 1573-1615. LACMA
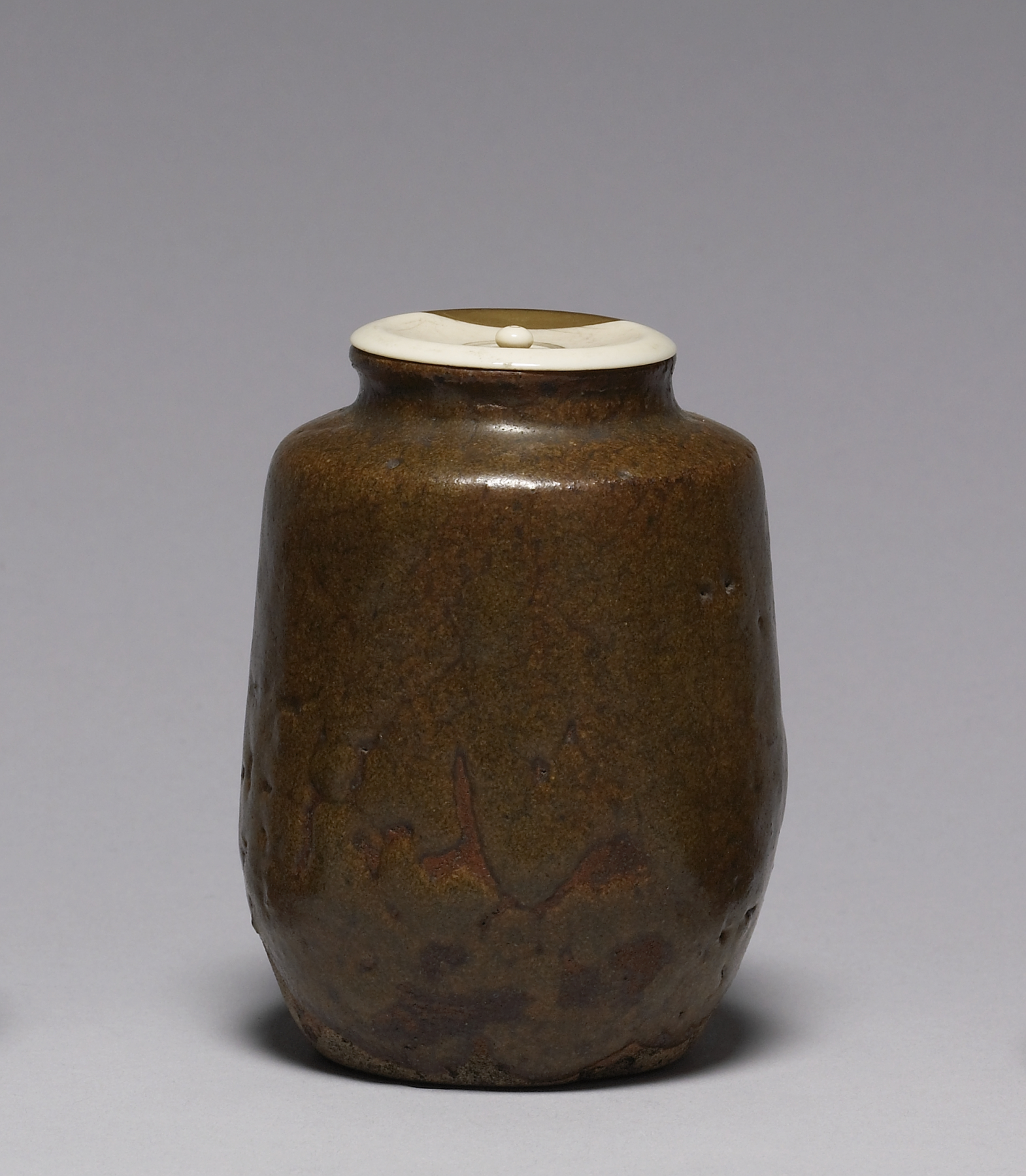
Pot à poudre de thé à épaules hautes. Région de Seto ou Mino. Grès à couverte de fer, H. 8 cm. Couvercle d'ivoire. 1590-1599. Walters Art Museum
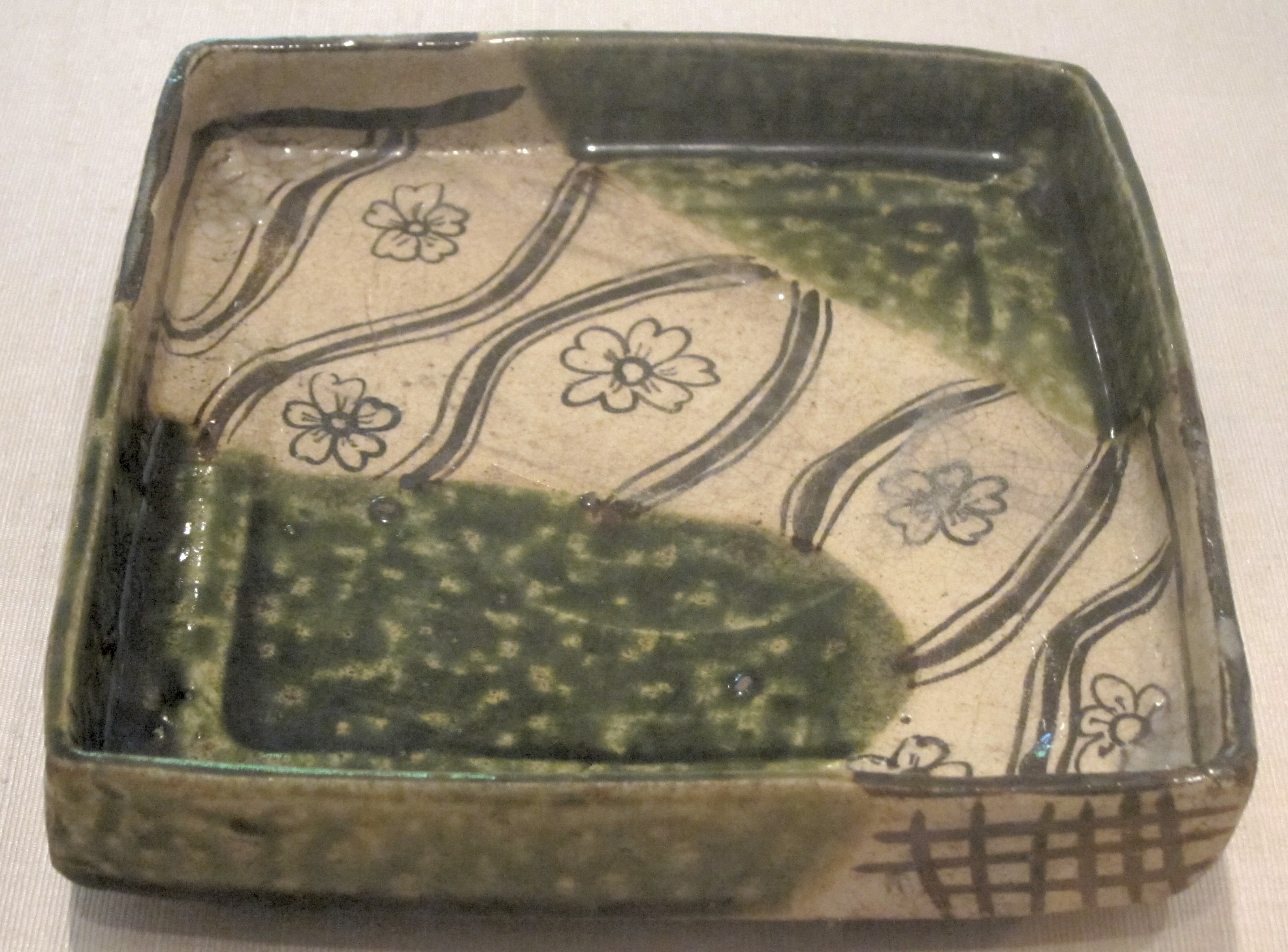
Plat carré, grès peint sous glaçure, dans le style de Furuta Oribe. Fin XVIe siècle, Époque Azuchi Momoyama. Honolulu Academy of Arts
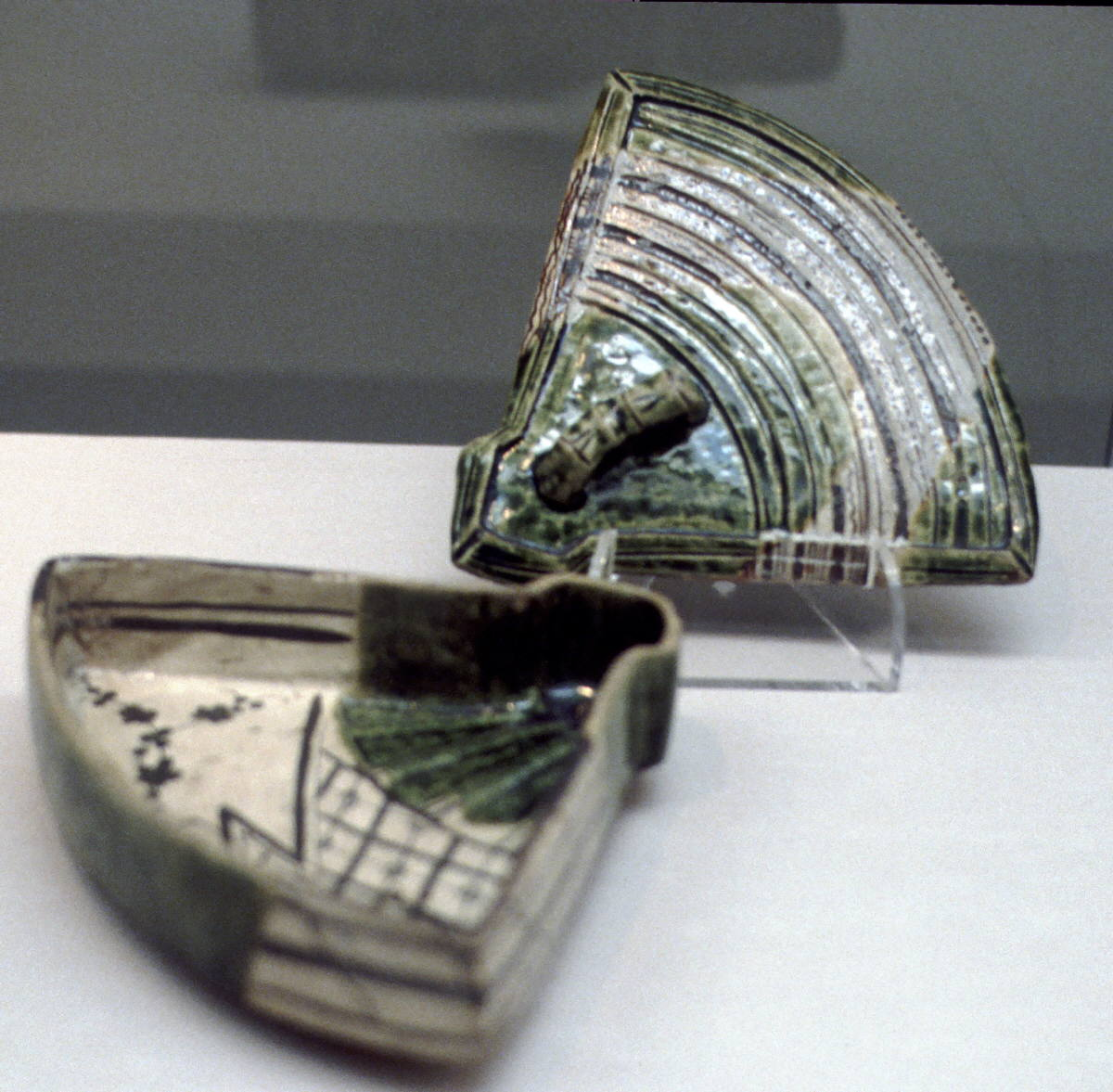
Plat et couvercle. Grès de Mino dans le style de Furuta Oribe[12], glaçure vert de cuivre, décor peint en noir. L. env. 18 cm. Vers 1600. Musée national de Tokyo

#### Beauté de l'imparfait
Dans les temples zen et à la cour du shogun Ashikaga Yoshimasa (1435-1490) un climat de liberté favorise l'émergence de nouvelles valeurs qui remettent en cause l'ancienne suprématie de la culture chinoise. Cette révolution esthétique conduit au style de préparation du thé dit wabicha.
À la demande des maîtres de thé, de nombreux articles, réalisés à la main, comportent une couverte répandue de manière aléatoire, parfois sous forme de taches qui s'écoulent, et, lorsqu'il y en a, la peinture manifeste la trace des gestes ; enfin certains articles sont volontairement déformés avant cuisson. Toutes ces « imperfections » soulignent ainsi l'originalité de chaque pièce. Le contexte de l'apparition de ces ustensiles et des valeurs qu'elles incarnent est ici essentiel. La mode s'en répand dans le contexte violent de la fin du XVe siècle (Guerre d'Ōnin), dans le cadre de la cérémonie du thé. Les valeurs qu'incarnent ces céramiques évoquent la noblesse de la simplicité, en relation avec les critères esthétiques et poétiques anciens du Japon (et en se détachant de la traditionnelle suprématie de la Chine en matière d'art). Ces critères — wabi - sabi - shibui — prônent des qualités « froides, desséchées, solitaires ». Par ailleurs, le lieu lui-même, le pavillon de thé, évoque une simple chaumière. Les ustensiles dédiés au thé sont adaptés à cet espace exigu. Ils sont posés à même la natte de paille, face aux personnes assises sur le sol. Ils forcent le respect et sont exaltés par la couleur de la natte et par la lumière naturelle. À la place des ustensiles luxueux d'importation chinoise, ces objets qui se réfèrent à des critères esthétiques propres à la culture japonaise deviennent l'objet de commentaires esthétiques, après la consommation du thé.

#### Les fours anciens de Mino
L'ancienne province de Mino est située dans la partie sud de l'actuelle préfecture de Gifu. À l'origine c'est un grand "pays", divisé en trois régions, Seino, Chuno et Tono. D'Ouest (Tono) en Est (Chuno) on rencontre les municipalités de Tajimi et Kasahara, Toki, Mizunami et Kani qui constituent l'espace où étaient situés les anciens fours de Mino.
Les céramiques de Mino, en japonais Mino-yaki (美濃焼), ont fait la richesse de cette région du Japon, à l'époque Momoyama et ensuite, plus précisément à partir de 1570-1580 lorsqu'elle devient, grâce à la mode de la cérémonie du thé, le centre de la céramique à couverte appliquée. Dans les grands fours (ōgama) les potiers ont, alors, mis au point trois types de nouvelles couvertes : « seto noir », « seto jaune » et « shino ». La référence aux fours de Seto pour des productions de Mino tient au fait que l'on a longtemps cru qu'il s'agissait de productions des fours de Seto, au moins jusqu'à la découverte en 1930 de tessons de ces trois types sur le site d'un ancien four de Tajimi.
- La couverte « seto noir » est obtenue avec une épaisse couche d'oxyde de fer[17] exclusivement sur des bols d'une forme nouvelle, cylindrique. Lèvres et parois étant souvent reprises au couteau. Par un refroidissement rapide au défournement le potier tente d'obtenir un effet proche du brillant des laques.
- La couverte « seto jaune » est composée de cendres et d'argiles légèrement ferreux, et cuite en oxydation[17]. Le décor est incisé et ponctué de taches brunes ou vertes, diffuses.
- Les céramiques « shino » sont réalisées dans une argile qui, après cuisson, prend une teinte qui va du beige au gris rosé[18]. La couverte est blanche mais présente des reflets. Certains sont de couleur unie (muji shino), d'autres peints (e.shino) : « premières céramiques à décor peint en oxyde de fer sous couverte »[18].

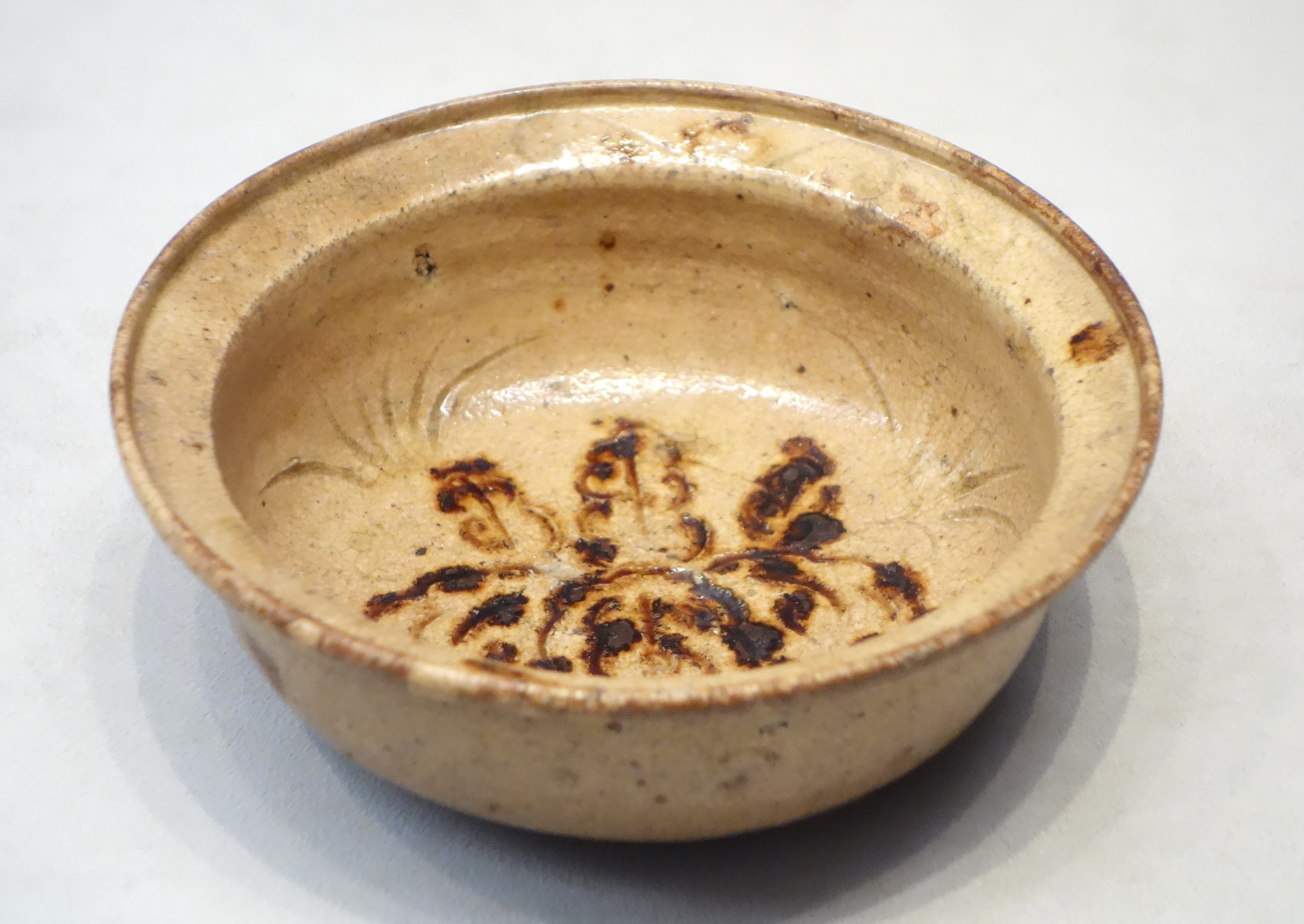
Bol en forme de gong à décor de paulownia. Type seto jaune. Musée national de Tokyo
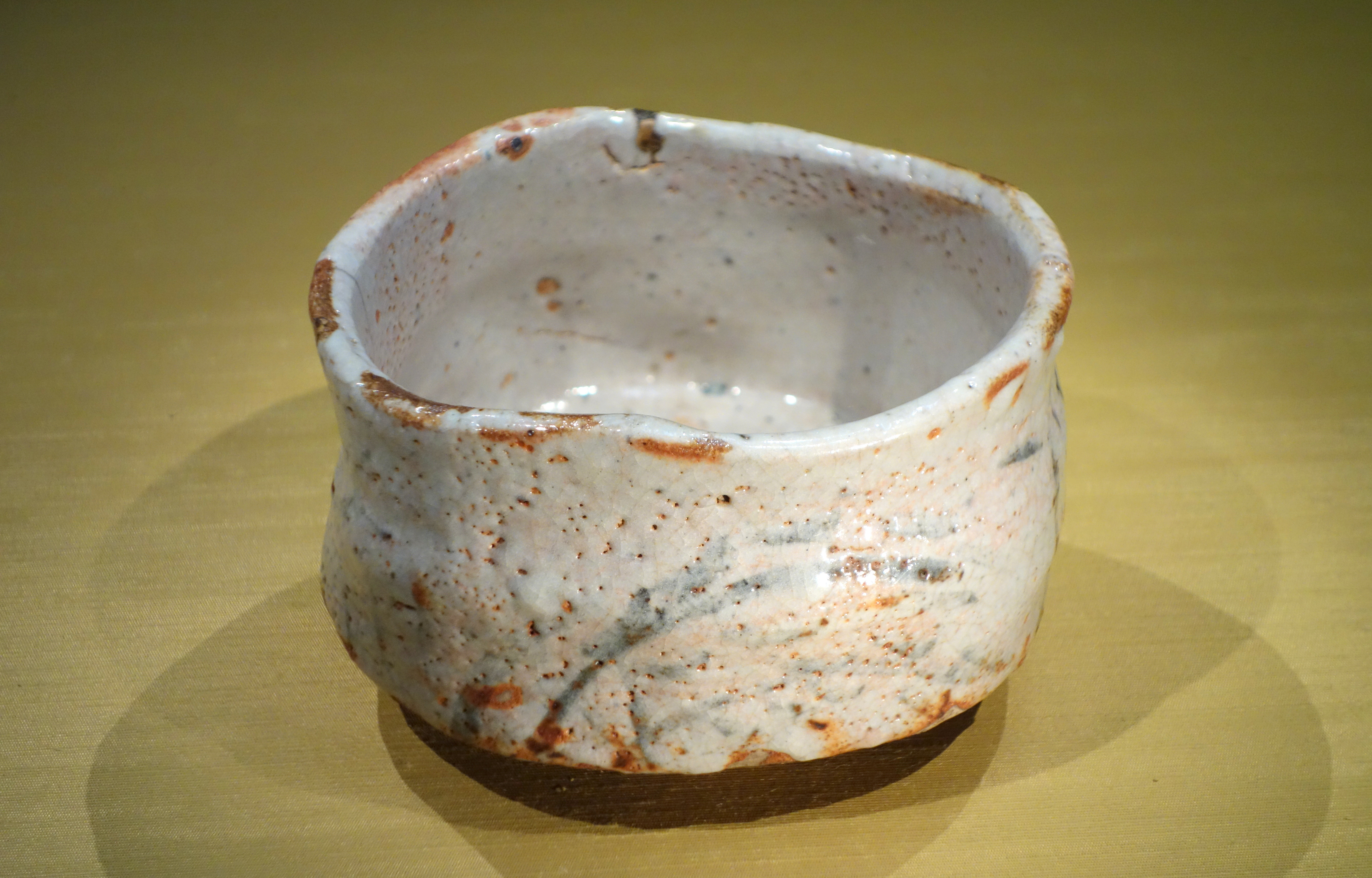
Bol au nom poétique de Furisode. Four de Mino, type shino. Fin XVIe - début XVIIe siècle. Musée national de Tokyo
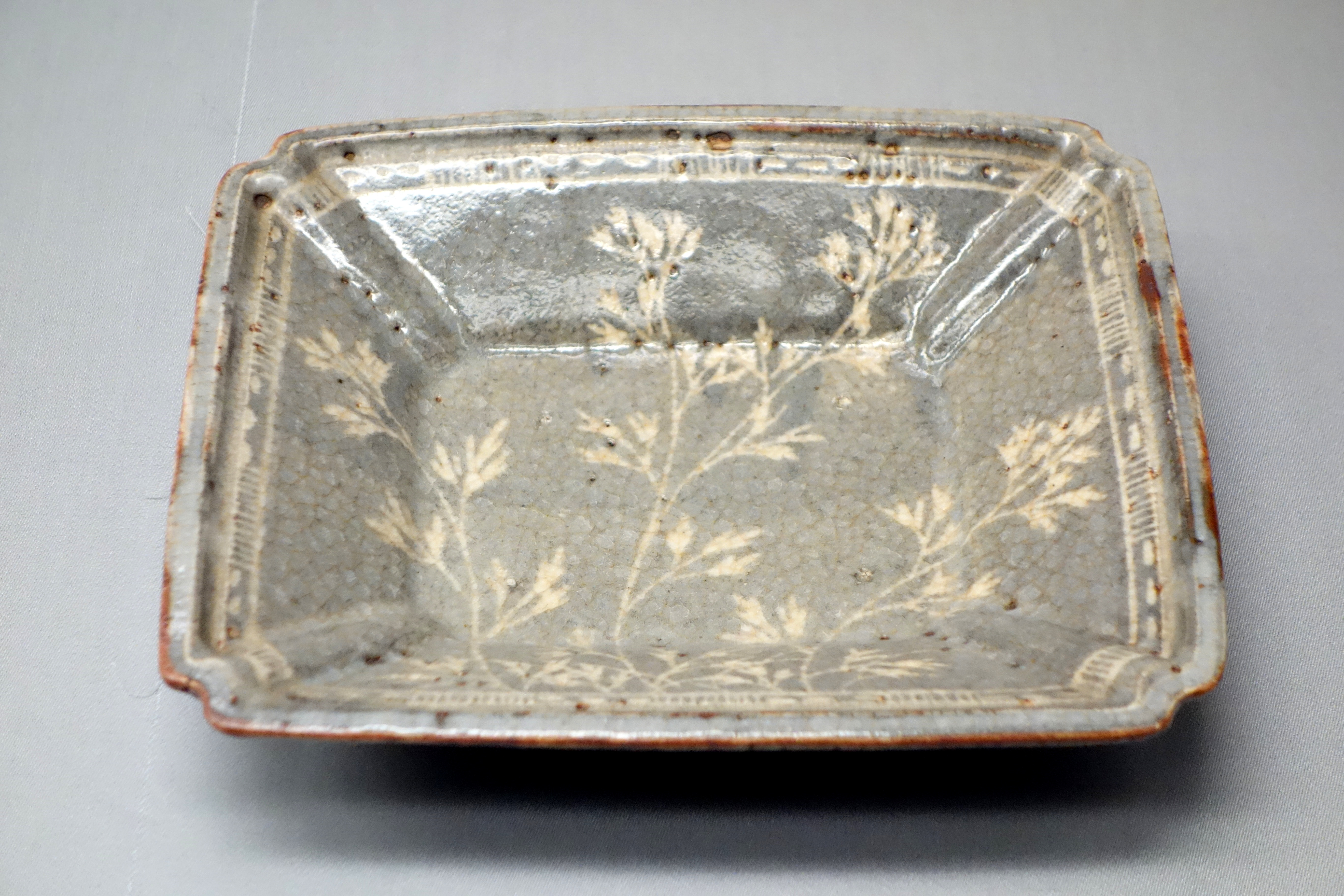
Plat rectangulaire. Type shino gris, à décor sgraffito de plantes. XVIe – XVIIe siècle. British Museum
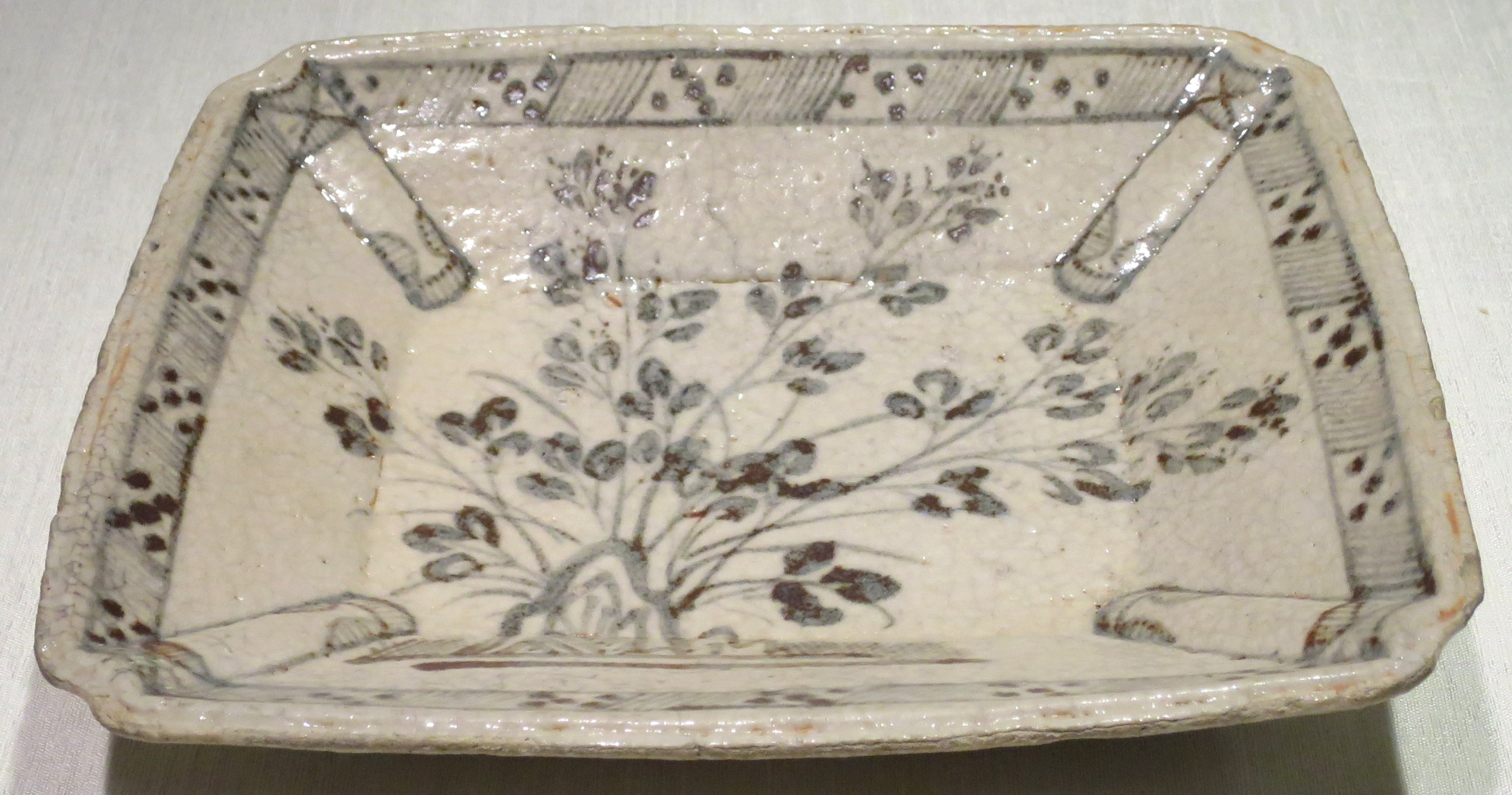
Plat rectangulaire. Type shino peint, arbre en feuilles sur un rocher. Début XVIIe siècle. Dayton Art Institute
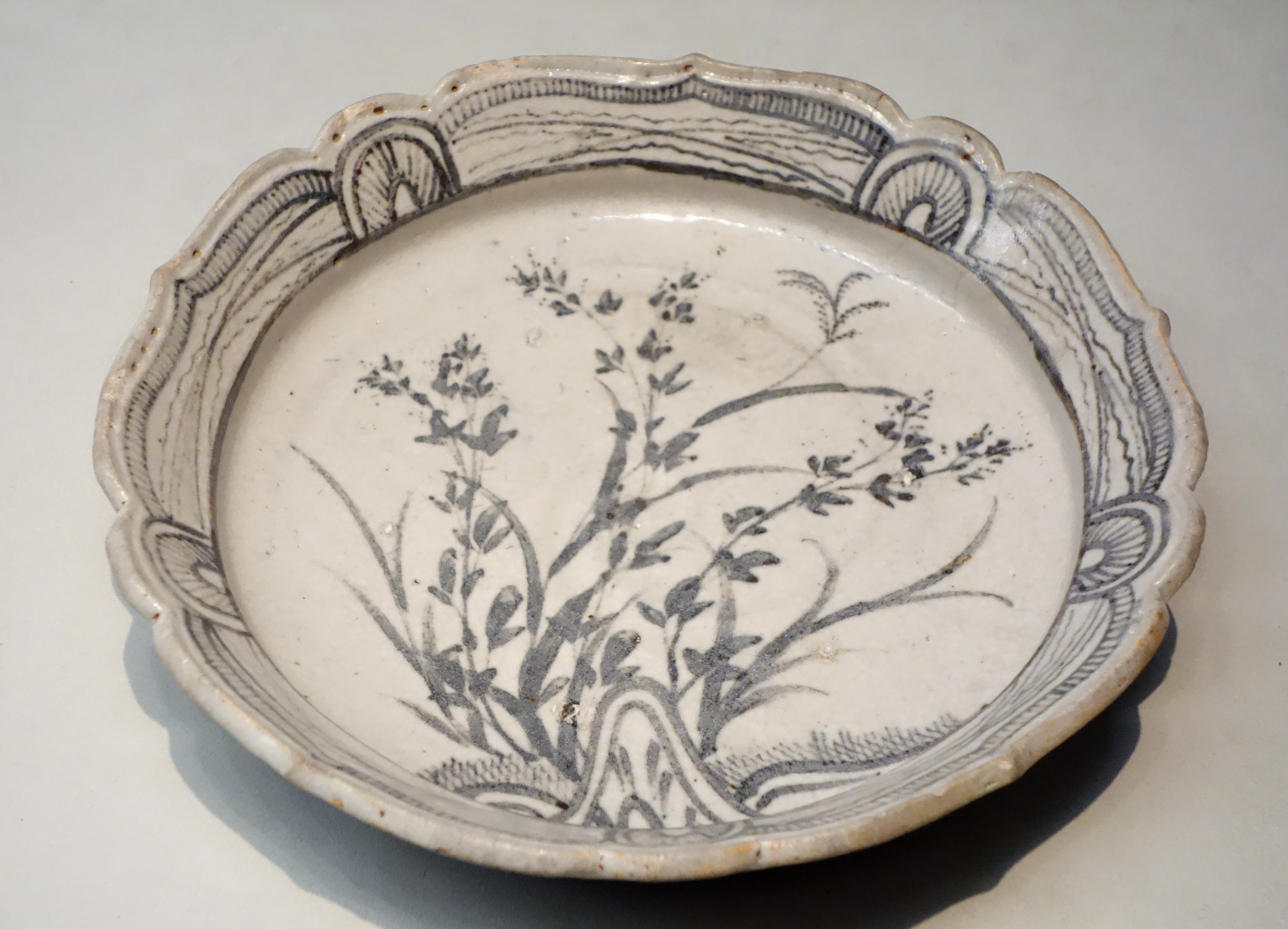
Coupe à la touffe de trèfle. Four de Mino, type shino peint. Début XVIIe siècle. Musée national de Tokyo

#### Les nouveaux fours de Karatsu et la céramique du thé
Les grès de Karatsu, produits essentiellement entre 1597 et les années 1630 ont initialement bénéficié du savoir faire des potiers coréens déplacés après 1597. Les potiers ont fait preuve d'une remarquable créativité en matière de formes et de couvertes. Ils ont bénéficié de la nouvelle mode de la cérémonie du thé. À cette époque les grès de Karatsu sont classés, par les amateurs, en troisième place, juste après ceux de Hagi, Hagi-yaki, et les bols raku.

### DuXVIIeauXIXesiècle: grès et porcelaines
La période qui s'étend de 1580 à 1600 est marqué par l'importation des fours à chambres successives (renbōshikigama) de type « grimpant » (noborigama) dont le volume utile est sans commune mesure avec celui des fours précédents.
Les campagnes coréennes de Toyotomi Hideyoshi à la fin du XVIe siècle (1592-1598) furent surnommées « guerres de la céramique » en raison du grand nombre de potiers déportés au Japon, après que les fours coréens eurent été détruits. Ces potiers introduisent alors une grande variété de techniques nouvelles et de styles qui sont, alors, particulièrement appréciés pour la cérémonie du thé. Au nord de l'île de Kyushu un potier coréen, Ri Sampei (Yi-Sam-p'yong), fait la découverte, en 1616, d'un gisement de kaolin au voisinage d'Arita, au sud-ouest de Karatsu. Rapidement sont rassemblés les ingrédients nécessaires à la production de porcelaine. On est dans la période d'Edo, avec la paix à l'extérieur comme à l'intérieur et avec le développement d'une nouvelle aristocratie qui favorise le commerce des produits de l'artisanat de luxe. Ce sont en particulier le travail de la laque et la confection de tissus. Et bientôt, le shogun et les daimyo peuvent aussi recevoir les invités de leurs banquets avec de la porcelaine japonaise et non plus chinoise. Il sera, alors, devenu possible de concurrencer les fabrications chinoises.
Les grès coréens buncheong, peints d'un geste rapide, et les grès des fours populaires de Cizhou, en Chine, ont certainement joué un rôle décisif dans l'adoption, fin XVIe siècle, de grès à décors peints (à l'oxyde de fer) sous couverte, qui ont ouvert la voie aux décors peints sur porcelaine. Ces grès des fours de Mino et Karatsu conservent cette vivacité de trait des grès coréens. À ce moment les potiers japonais possèdent aussi les fours grimpants, en escalier qui peuvent cuire des céramiques à plus haute température qu'auparavant, inspirés des modèles coréens, et qui permettent le contrôle de l'atmosphère de cuisson. Dans ce type de four, à Kyōto, le potier Nonomura Ninsei est le premier à utiliser sur le grès les émaux colorés. Ses couleurs sont chatoyantes, associées à l'or et à l'argent. Suivant cette nouvelle notion de céramique individuelle, Ogata Kenzan produit, en collaboration avec son frère, le peintre Ogata Korin, une importante quantité d'objets usuels et non pas d'ustensiles de thé, destinés à la bourgeoisie urbaine. Il réalise des objets à la plaque ou au moule de bois qui permettent des formes de feuilles et de fleurs. Il se spécialise aussi dans des poèmes calligraphiés, et son frère peint des décors, suivant des thèmes chers à la poésie japonaise et à l'école Rinpa.
Les fours grimpants vont également permettre de produire les premières porcelaines japonaises. Elles apparaissent dans l'ancienne province de Hizen, et principalement dans les fours de la ville d'Arita. Jusqu'à la fin du XVIIIe siècle les porcelaines de la province sont regroupées et exportées depuis le port d'Imari, sous l'appellation « porcelaine d'Imari». Les premières porcelaines (v. 1620-1650) sont de plusieurs types :  l'un reprend le style des grès coréens buncheong au tracé simple et rapide (dans le goût Karatsu), les autres transposent le « bleu et blanc » chinois dans des objets et des décors spécifiquement japonais. Enfin apparaissent, vers 1640-1650, les premiers émaux sous couverte, à plusieurs couleurs. La guerre entre les partisans de la dynastie Ming et les Mandchous, aboutit, en 1675, à l'interruption des exportations de porcelaine chinoise. Cette situation a stimulé la recherche des secrets de fabrication chinois pour la réalisation d'émaux de couleur sous couverte. La famille Kakiemon en revendique la découverte et les premiers succès dans les années 1680.

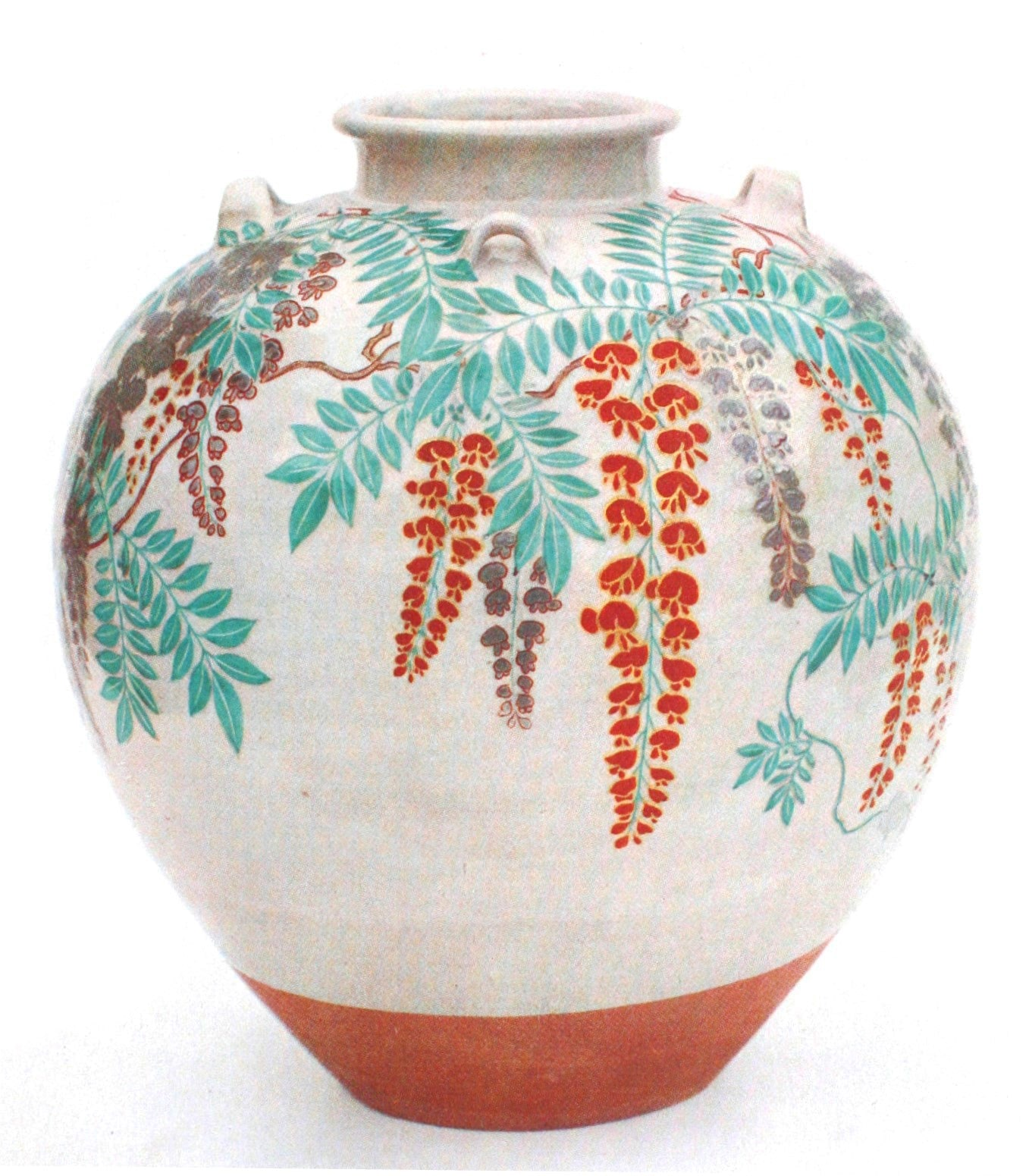
Nonomura Ninsei. Jarre « à feuilles de thé » chatsubo. Branches de glycine. Grès, émaux polychromes et or sous couverte, H 28,8 cm. Kyoto, mi XVIIe siècle. musée d'art MOA, Atami.
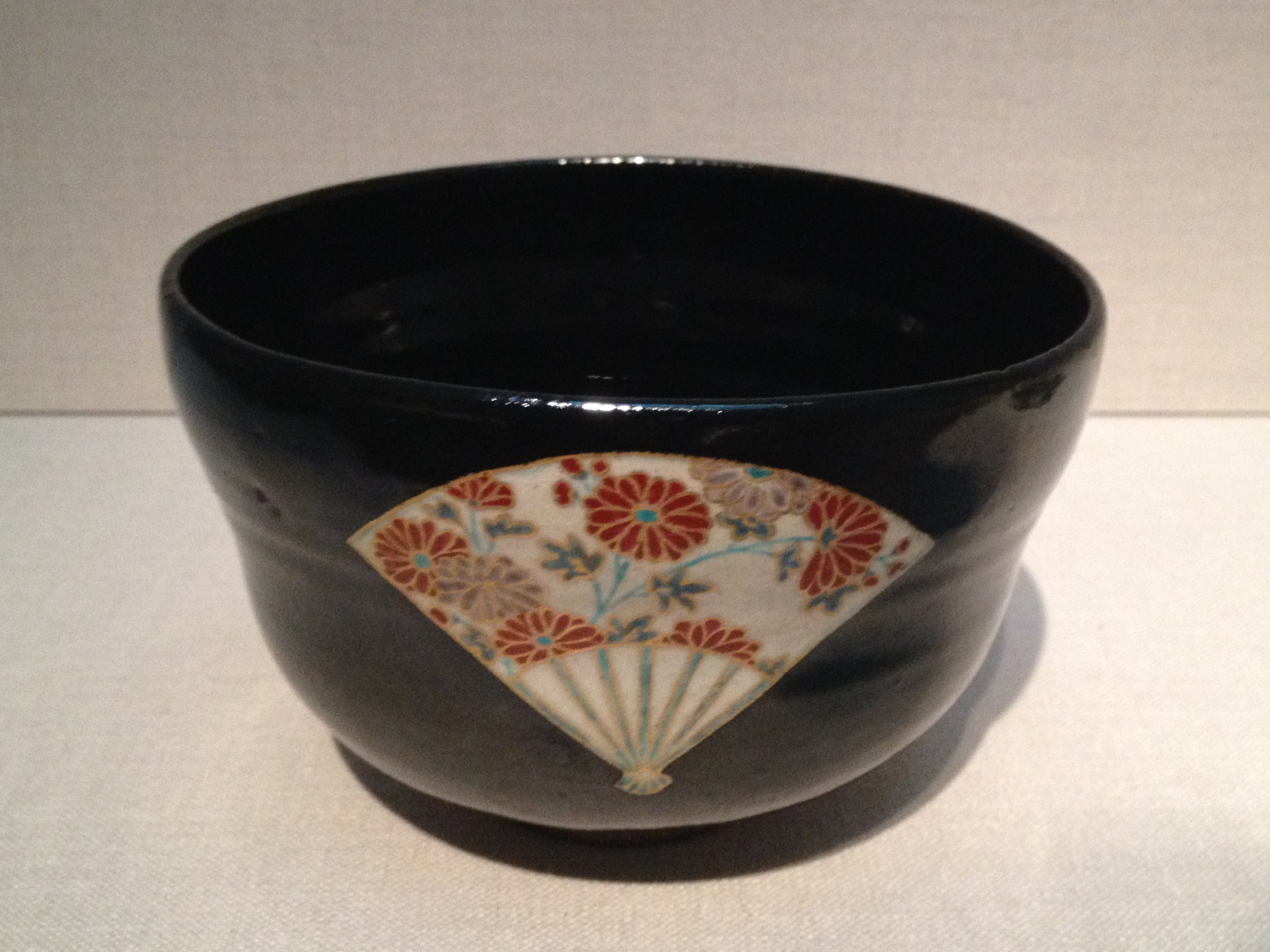
Nonomura Ninsei. Bol, grès à couverte noire, émaux sur couverte blanche[27]. H. 8,8 x D. 13,8 cm. Kyoto, mi XVIIe siècle. Freer Gallery of Art.
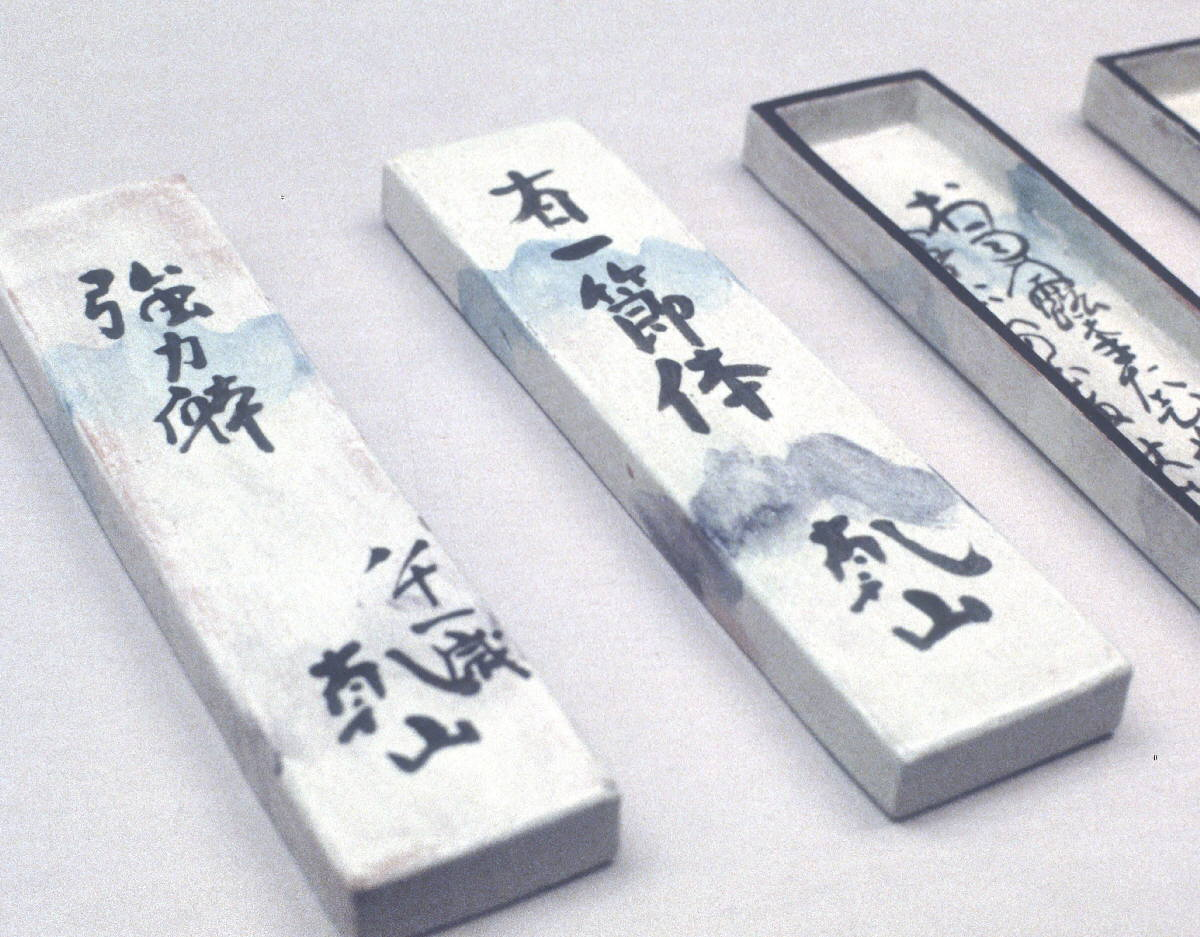
Plats rectangulaires à paysages et calligraphies. Ogata Kenzan (1663-1743). Terre cuite, peinte en bleu de cobalt sous glaçure, début XVIIe siècle. Musée national de Tokyo.
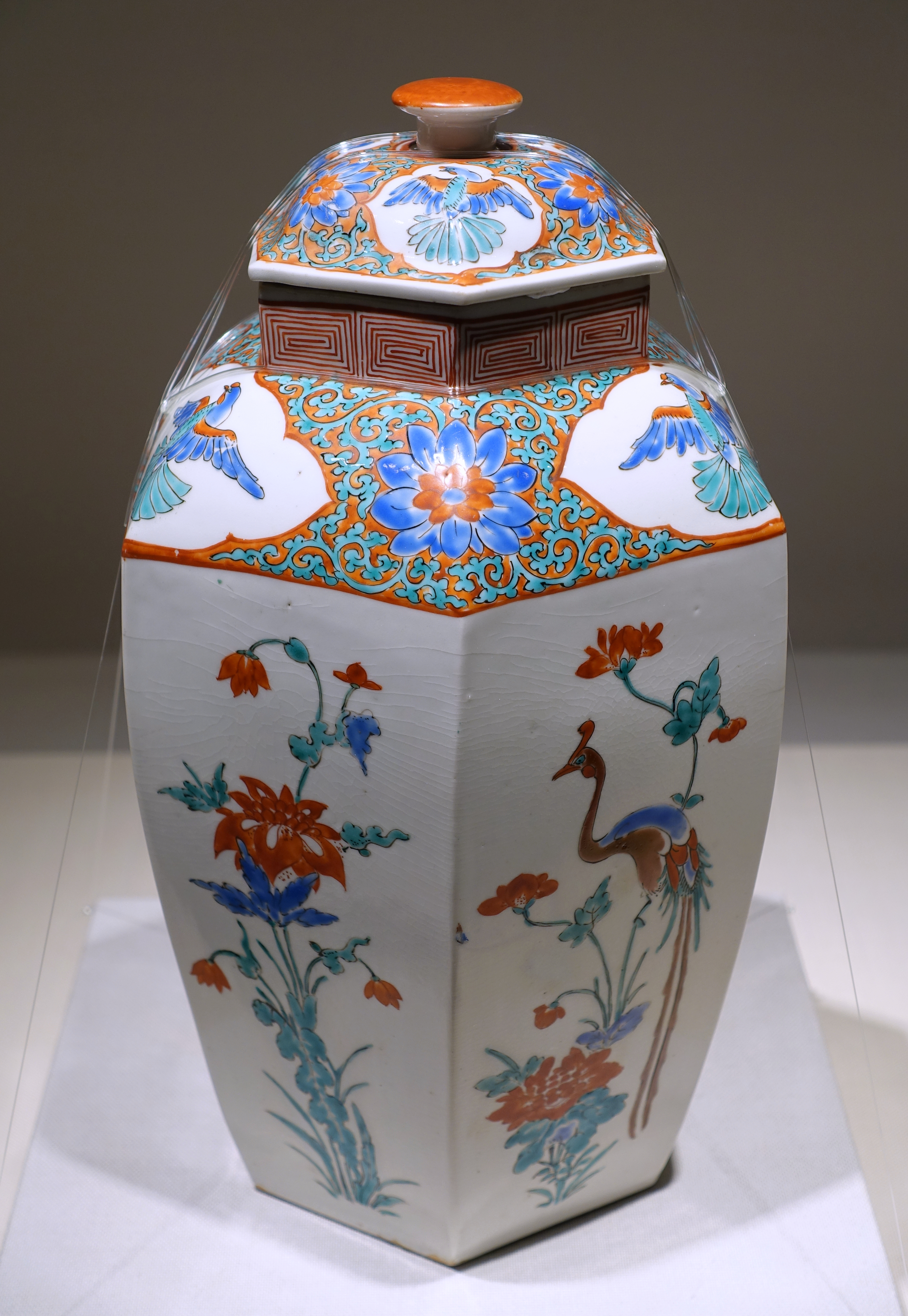
Jarre hexagonale, porcelaine d'Imari style kakiemon. Arita 1670-1690, Edo. Musée d'art Matsuoka, Tokyo.
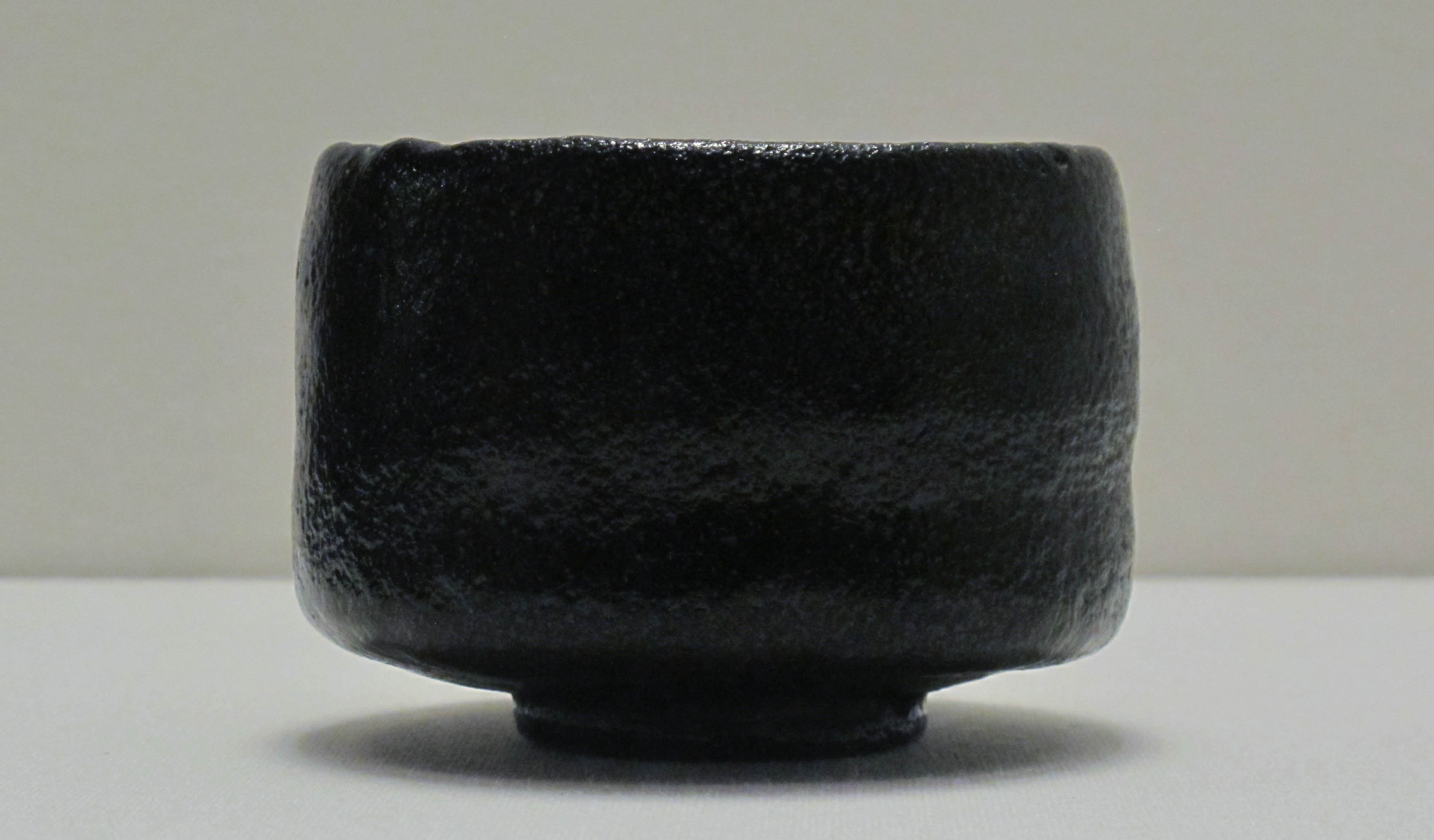
Sô’nyû, 1668-1720. Bol à thé, "Oimatsu" (Vieux pin). Grès à couverte noire (raku). Tokugawa, vers 1700. Vue de profil. Musée d'art asiatique de Berlin.
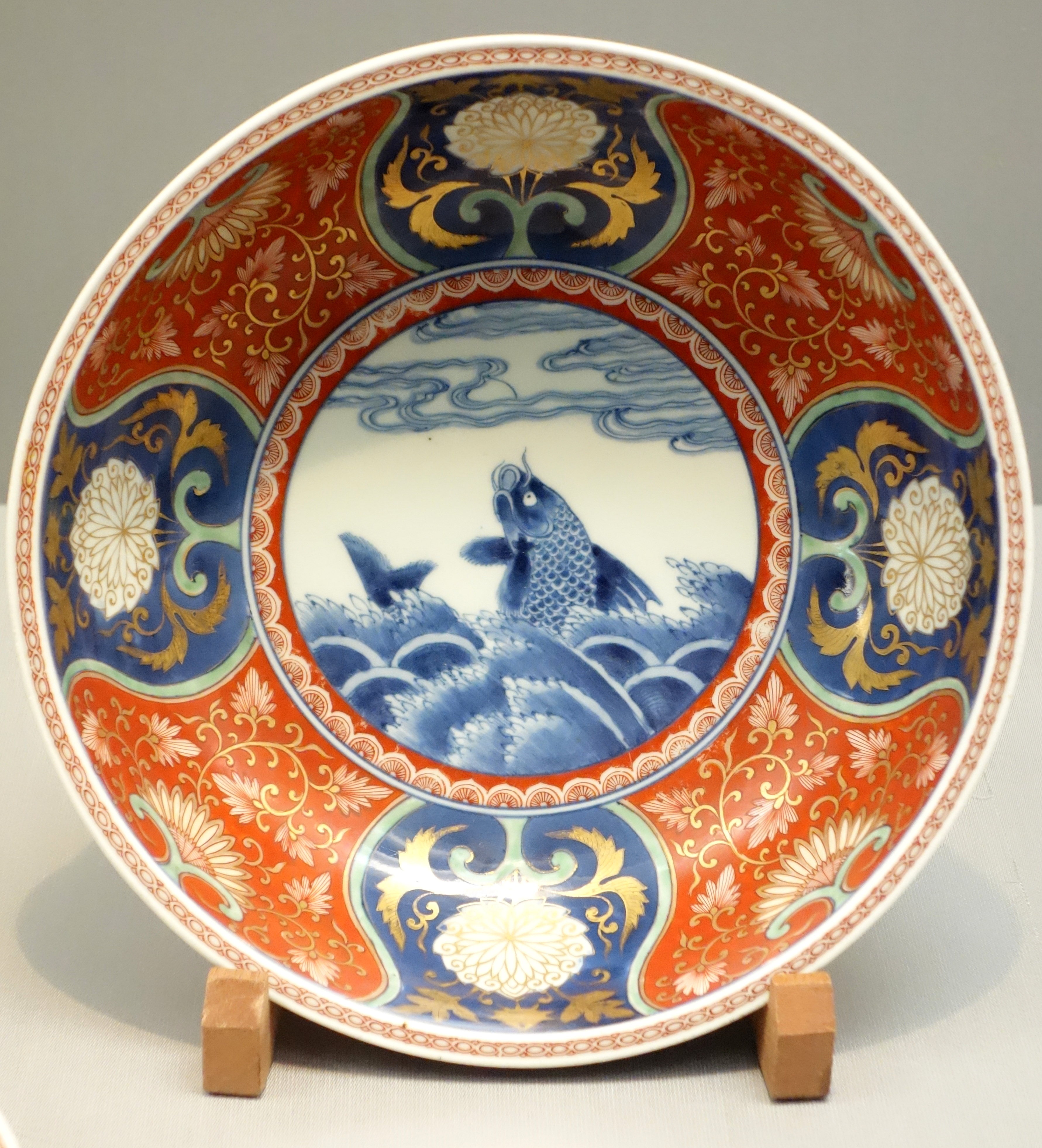
Bol. Une tempête sur la mer. Porcelaine d'Arita, Imari, XVIIe – XVIIIe siècle. Époque d'Edo. Musée national de Tokyo.
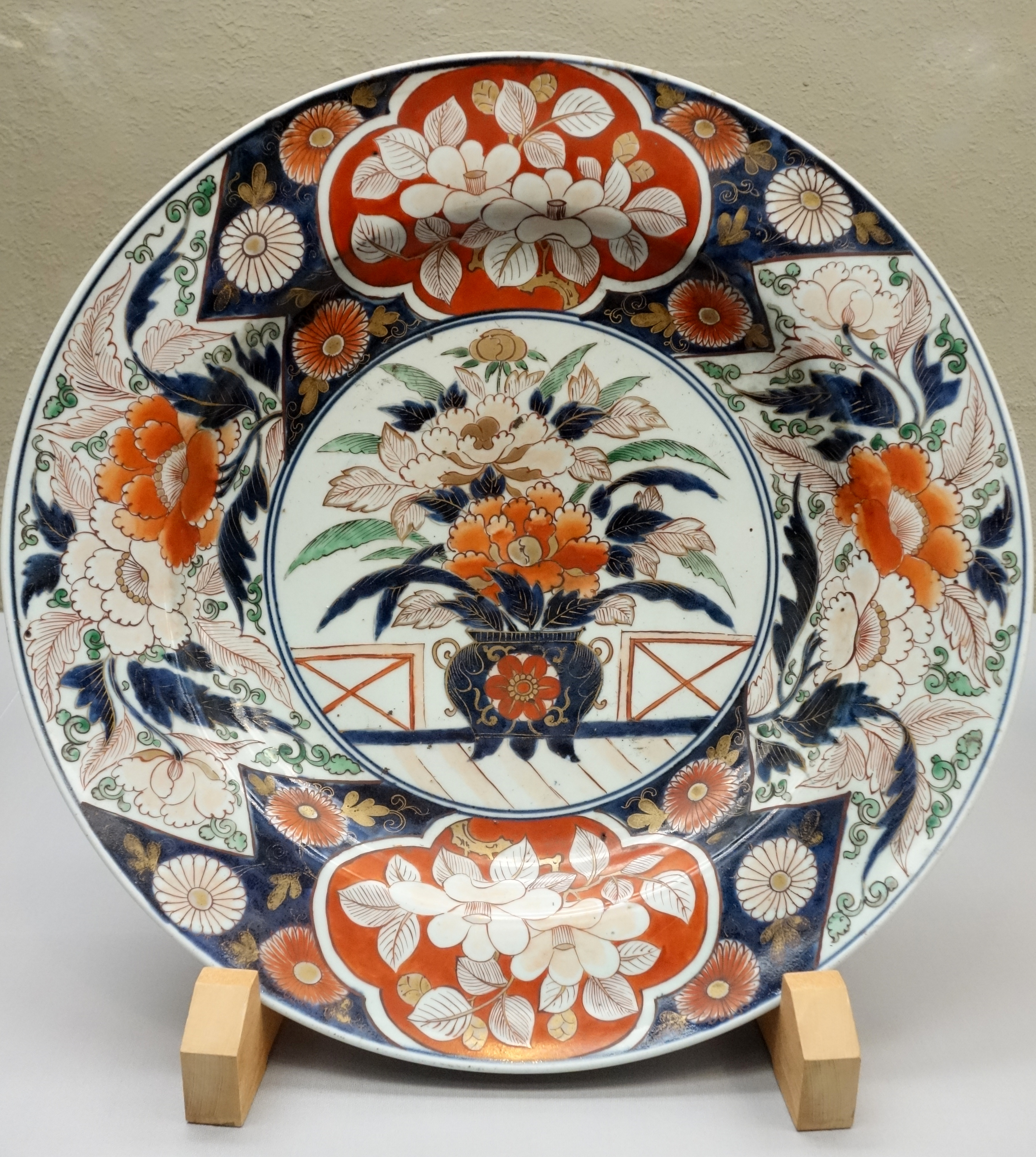
Plat, porcelaine d'Imari, 1700-1740, Edo. Musée national de Tokyo.
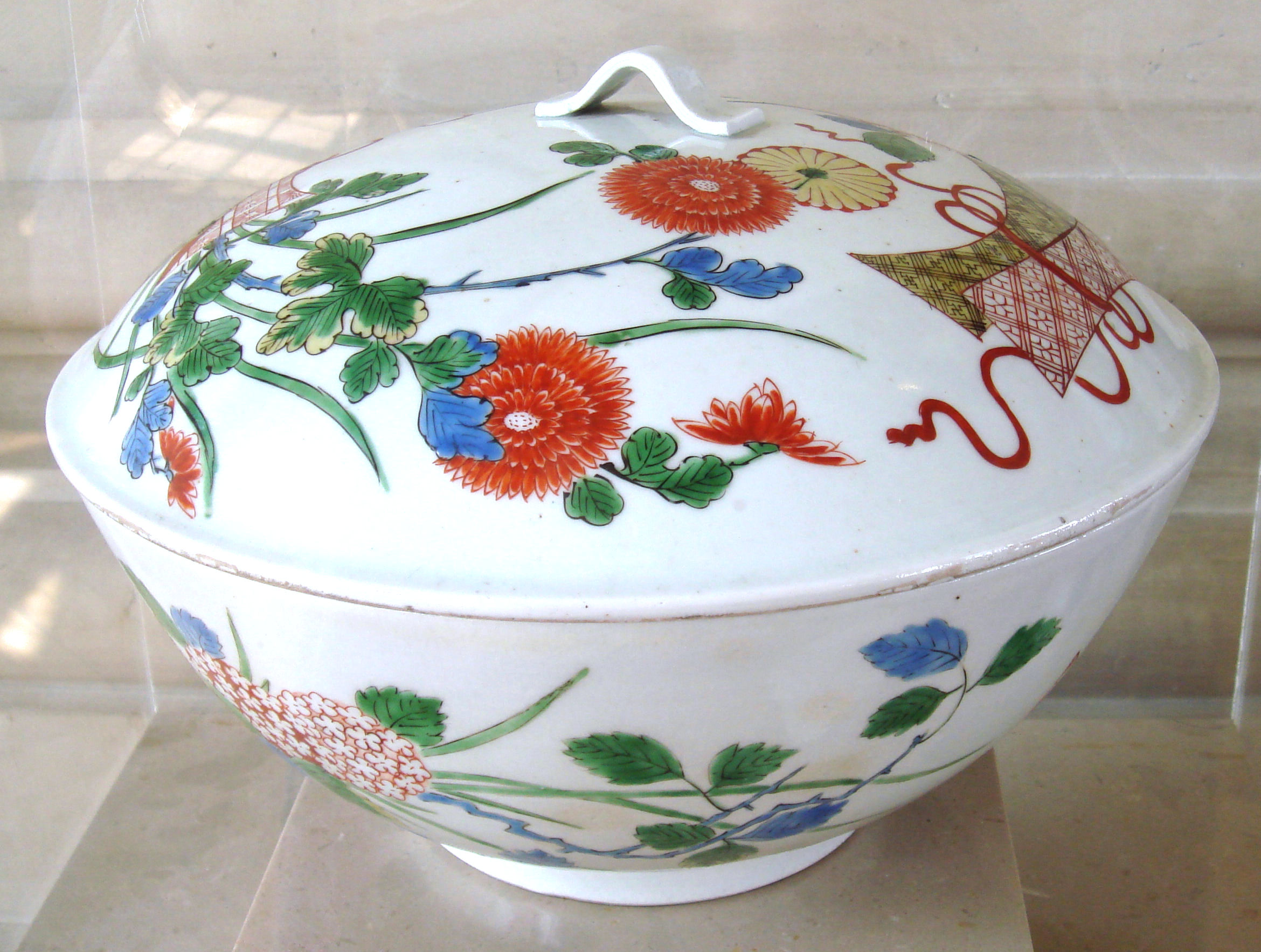
Bol à décor de fleurs. Porcelaine d'Imari, Arita, style Kakiémon, vers 1640. Époque d'Edo. Musée national de Céramique, Sèvres.
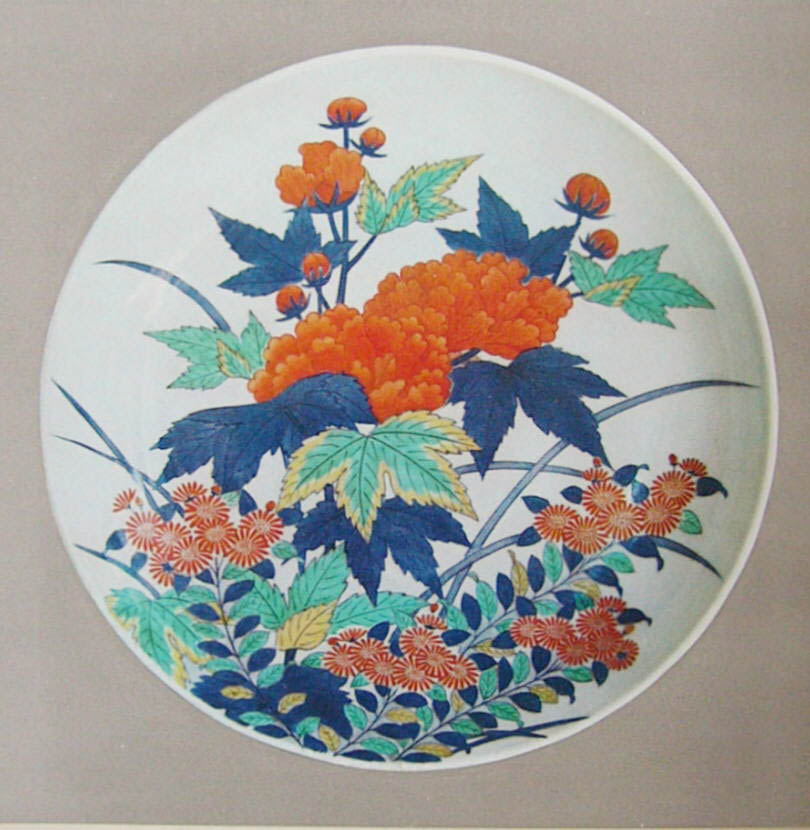
Plat à décor de fleurs, D. 31,6 cm. Porcelaine d'Imari, Arita, style Nabeshima, vers 1690-1710. Époque d'Edo.
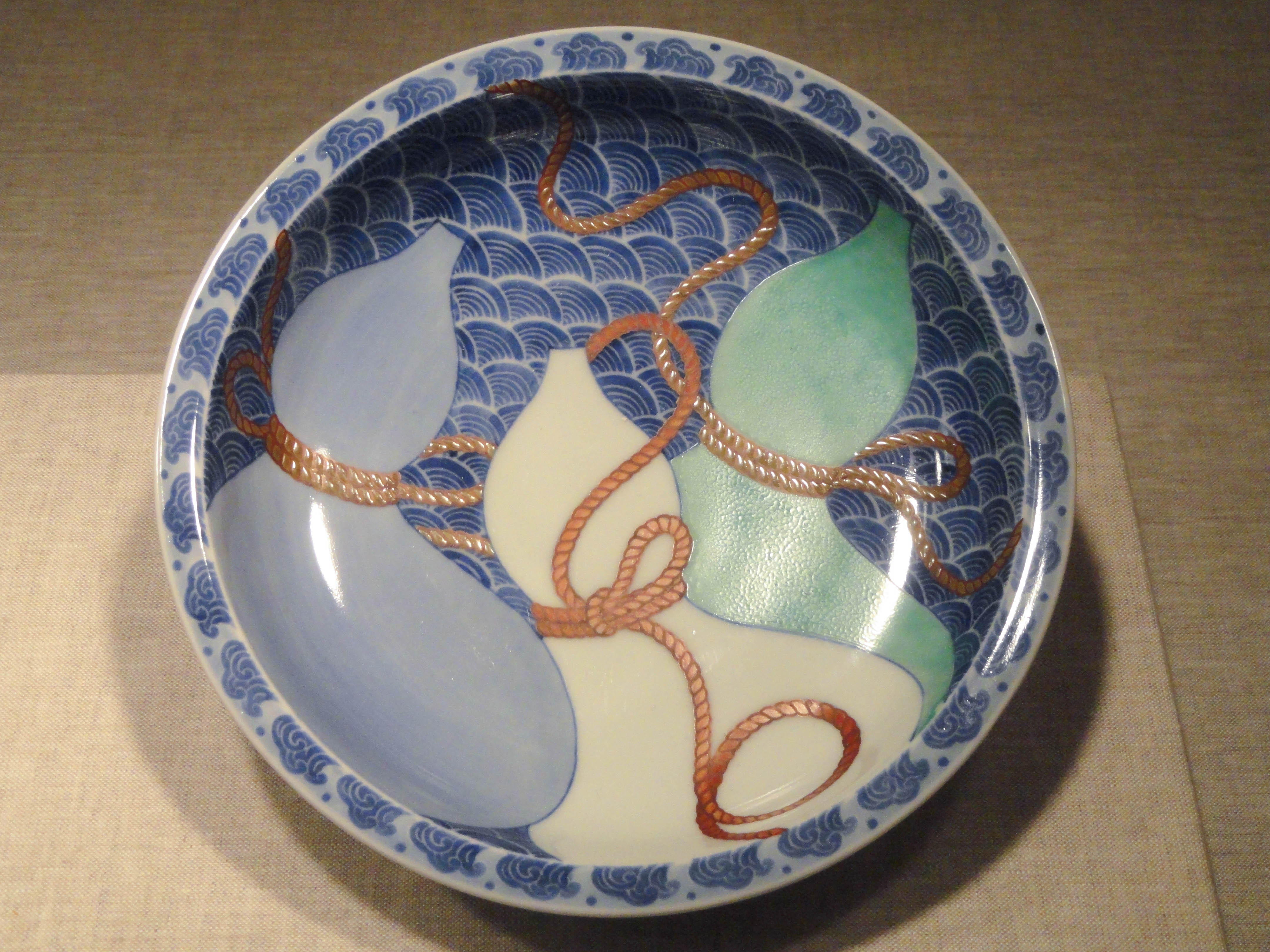
Bol à décor de gourdes. Porcelaine d'Imari, Arita, style Nabeshima, XVIIIe siècle. Époque d'Edo. Art Institute of Chicago.
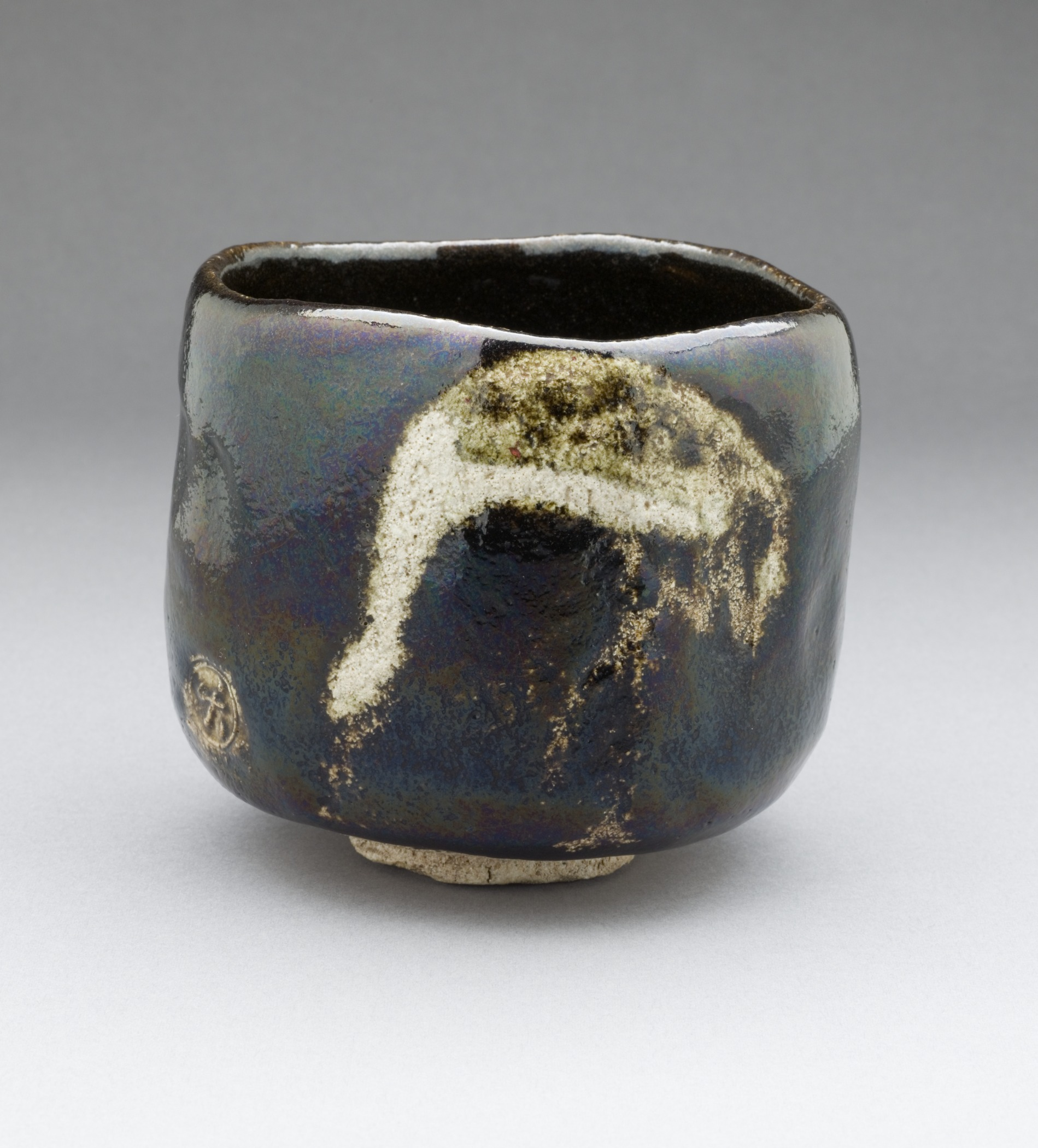
Bol à thé Raku, Shorei (Vieux pin) à décor de grue, 1810-1838, Raku IX (Ryōnyū). Edo. LACMA.
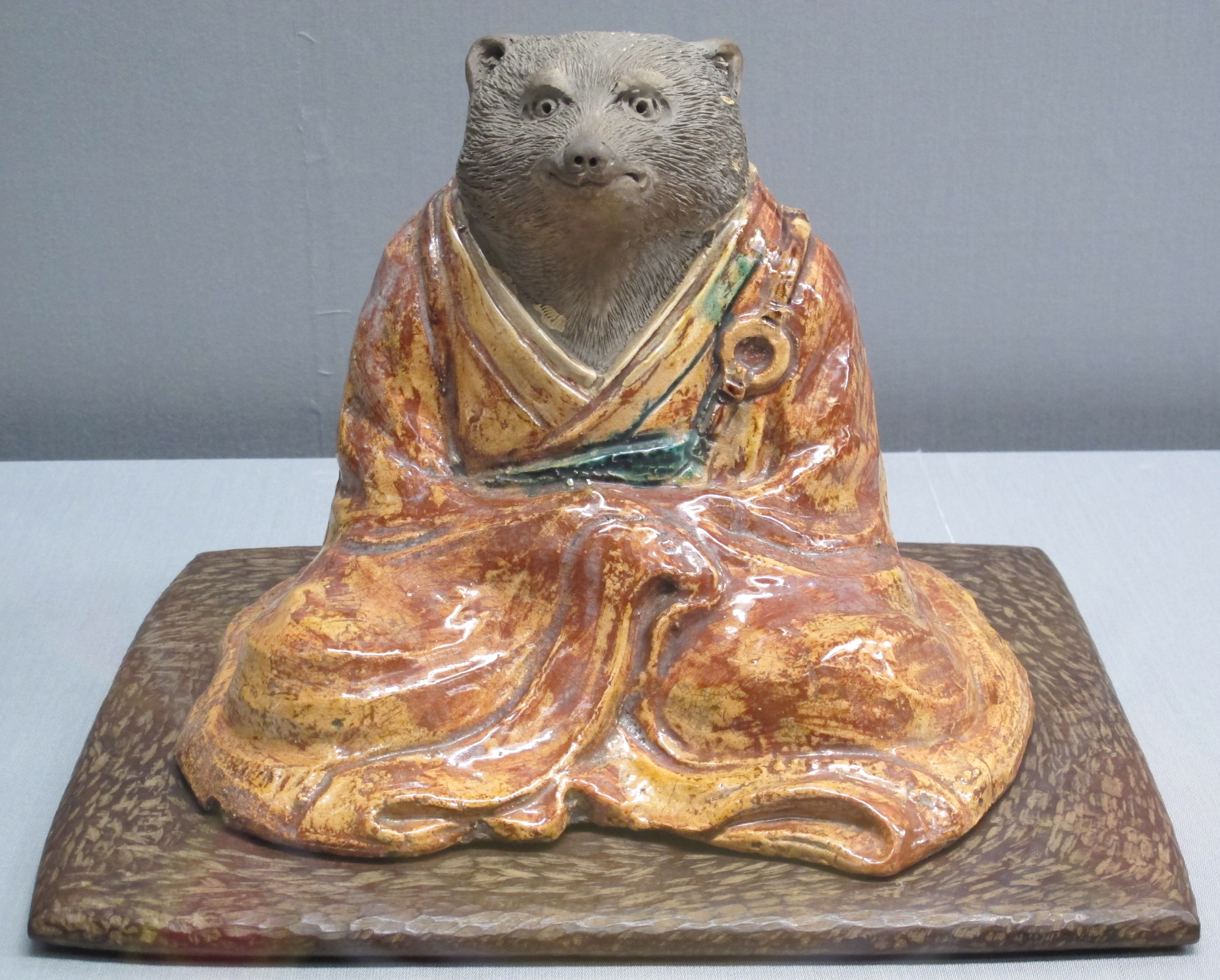
Chien tanuki[28]. Nin'ami Dōhachi, 1783-1855. Couvercle[29]. Grès, émaux sur couverte. Kyoto, céramique de Kiyomizu ancien[30].

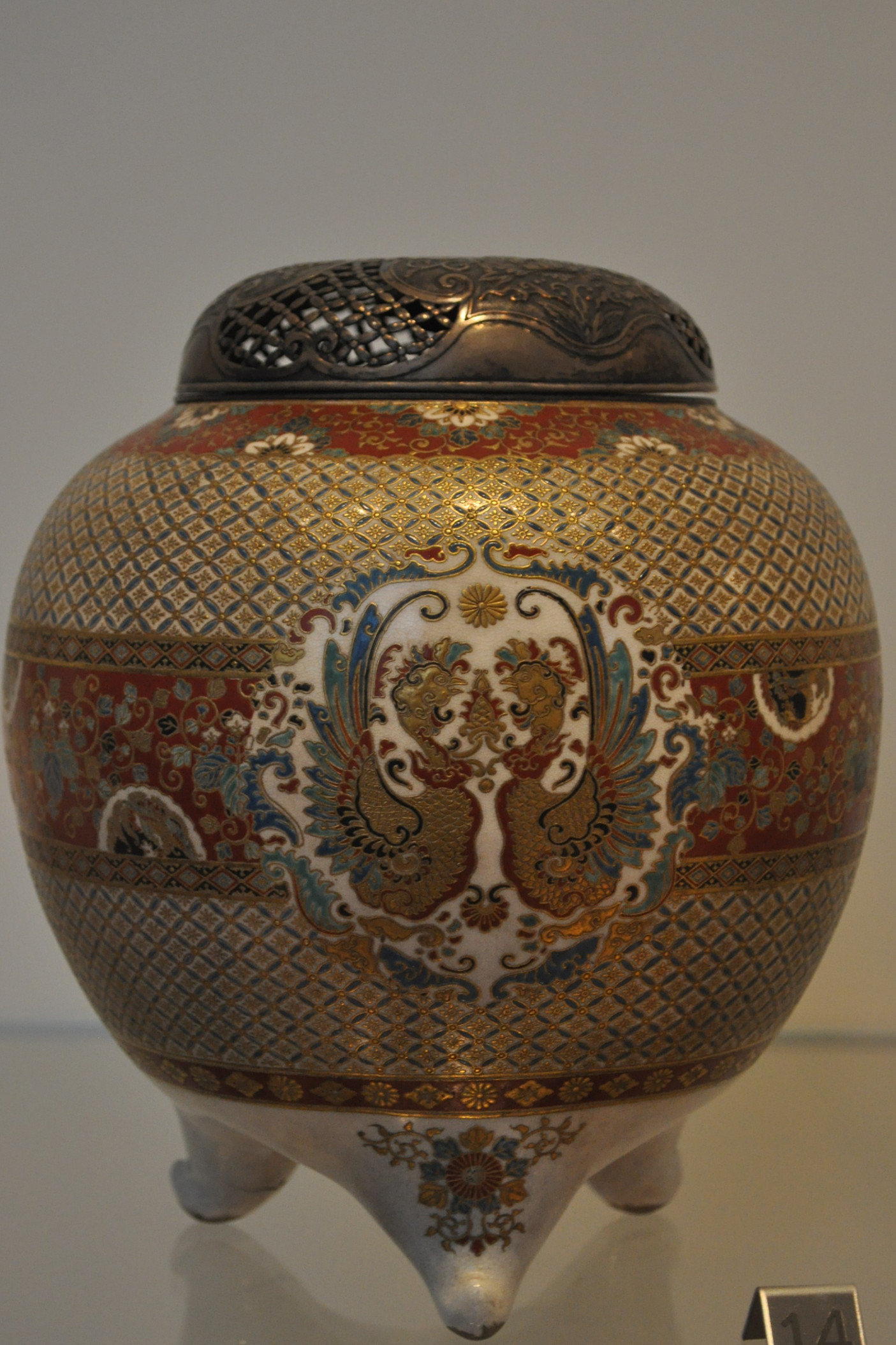
Brûle-parfum, grès « Satsuma » pour l'exportation. Époque Meiji. Royal Ontario Museum
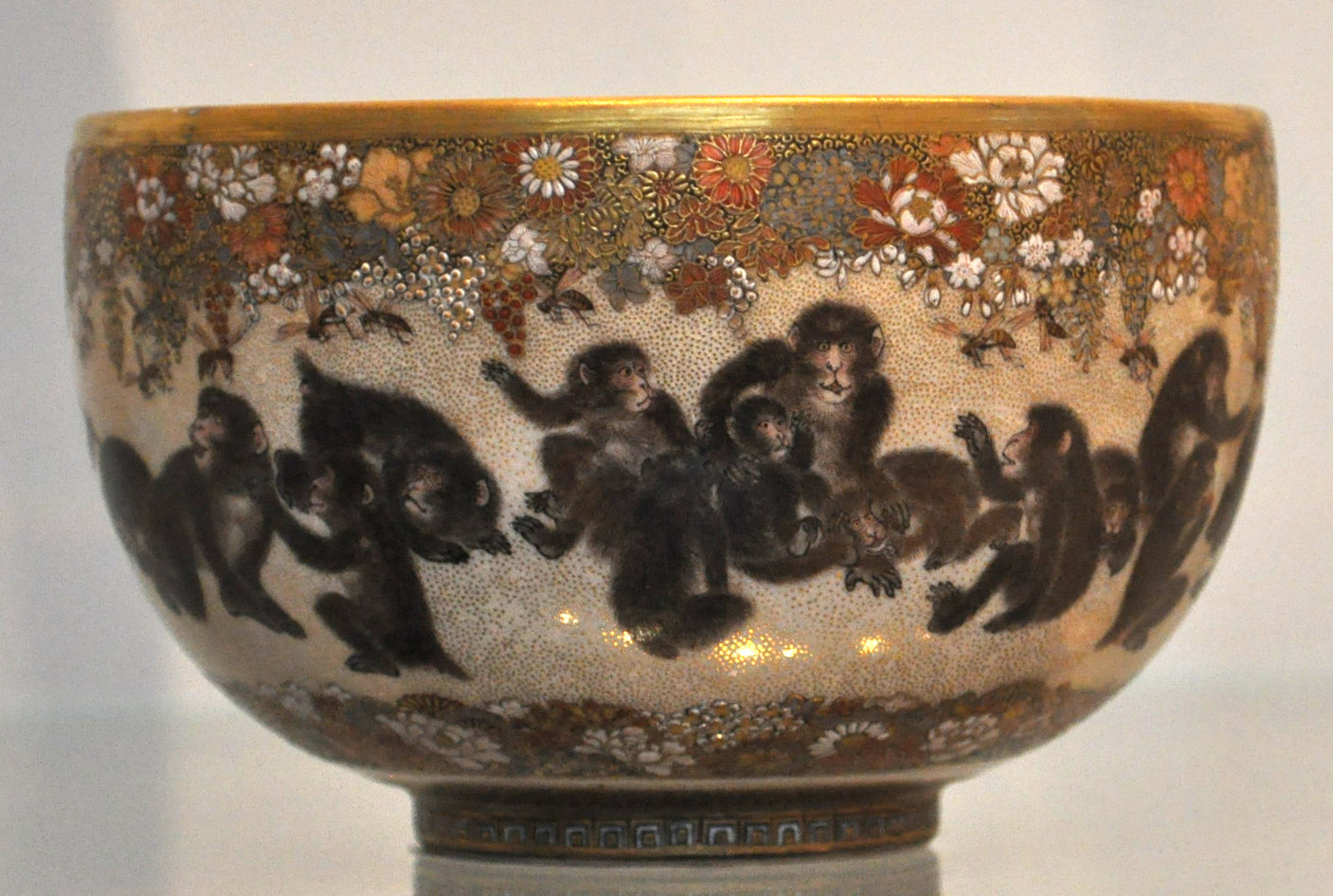
Bol à décor de singes. Grès « Satsuma » de Shinozuka Kozan. Époque Meiji. Royal Ontario Museum.
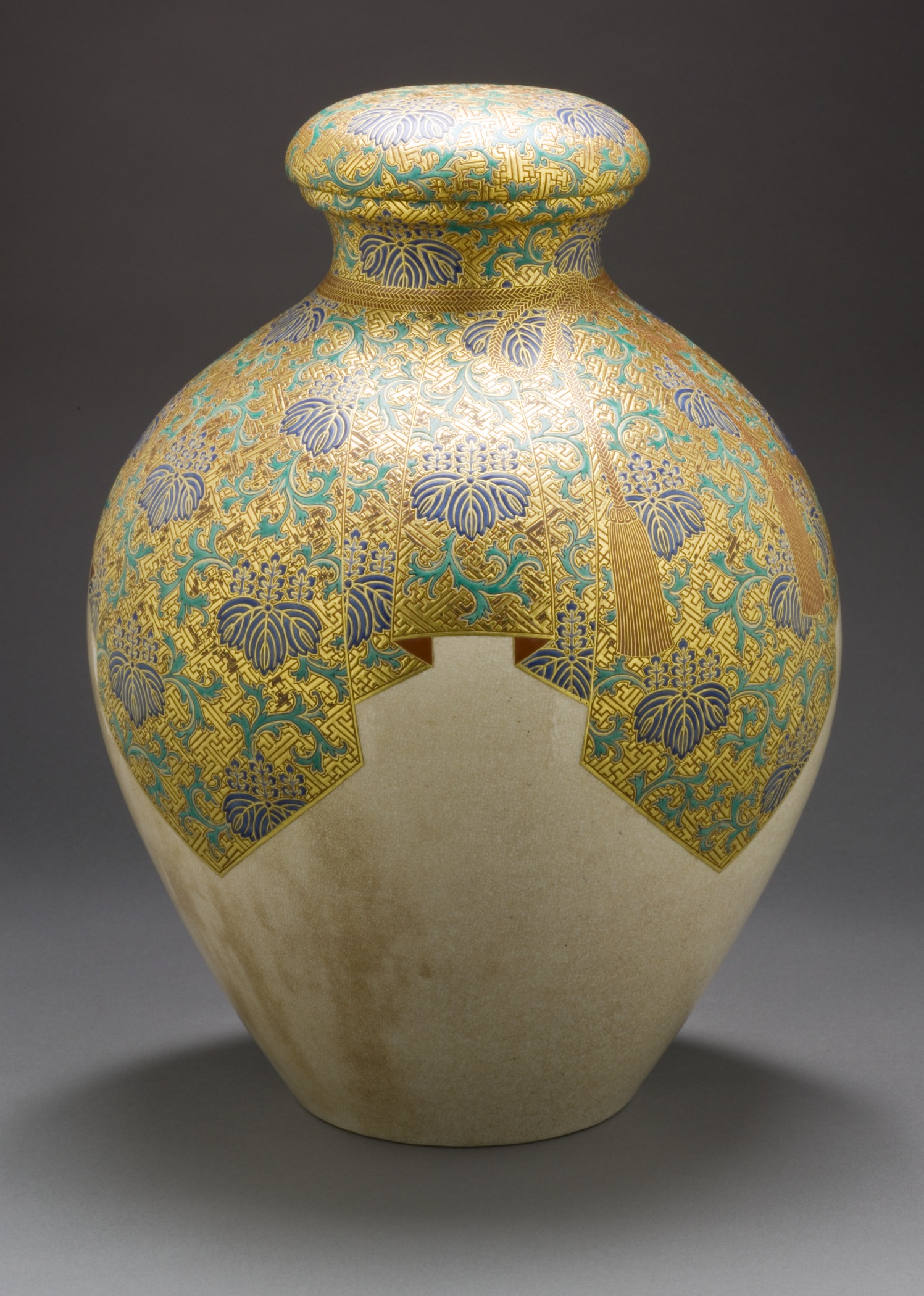
Pot à feuilles de thé. Grès « Satsuma ». Décor de tissus de brocard. Hauteur 37,4 cm. Vers 1800-1850. LACMA.
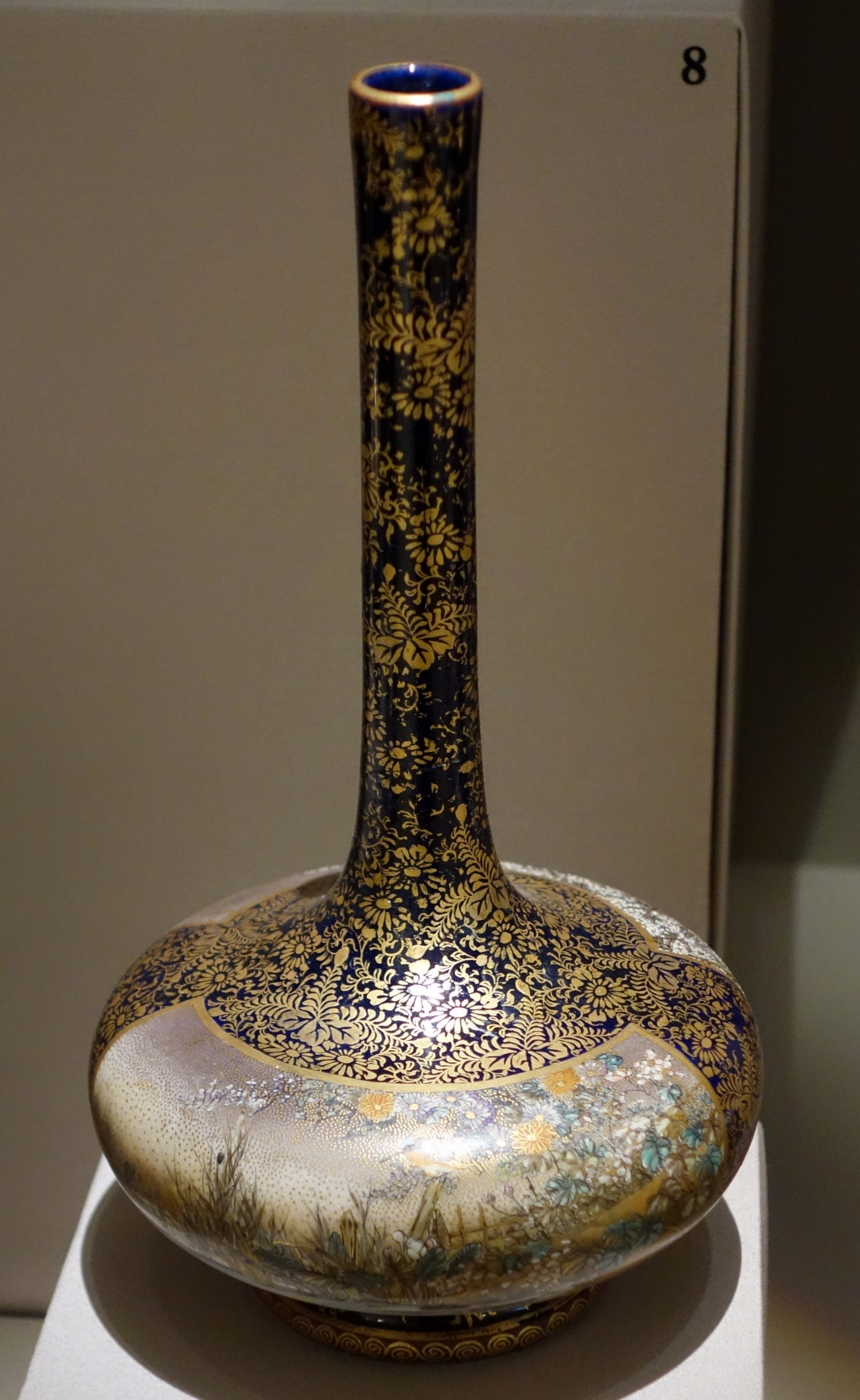
Vase à long col. Porcelaine, décor bleu de cobalt, couleurs sous couverte et or. Atelier Kinkozan. Kyoto, 1870-1920. Ère Meiji. Chazen Museum of Art.

Vers la fin du XIXe siècle, à l'époque Meiji, une large production de grès destinés à l'exportation se développe dans la région de Tokyo. Ces céramiques prennent le nom de « Sumida Gawa » en référence à la rivière du même nom située dans le district d'Asakusa. Le style particulier de ces céramiques, aux couleurs vives et aux décors en relief, est mis au point vers 1890 par le potier Inoue Ryosai Ier, membre fondateur d'une dynastie qui a exporté la majorité de sa production essentiellement vers les États-Unis.

### DuXXesiècleà nos jours

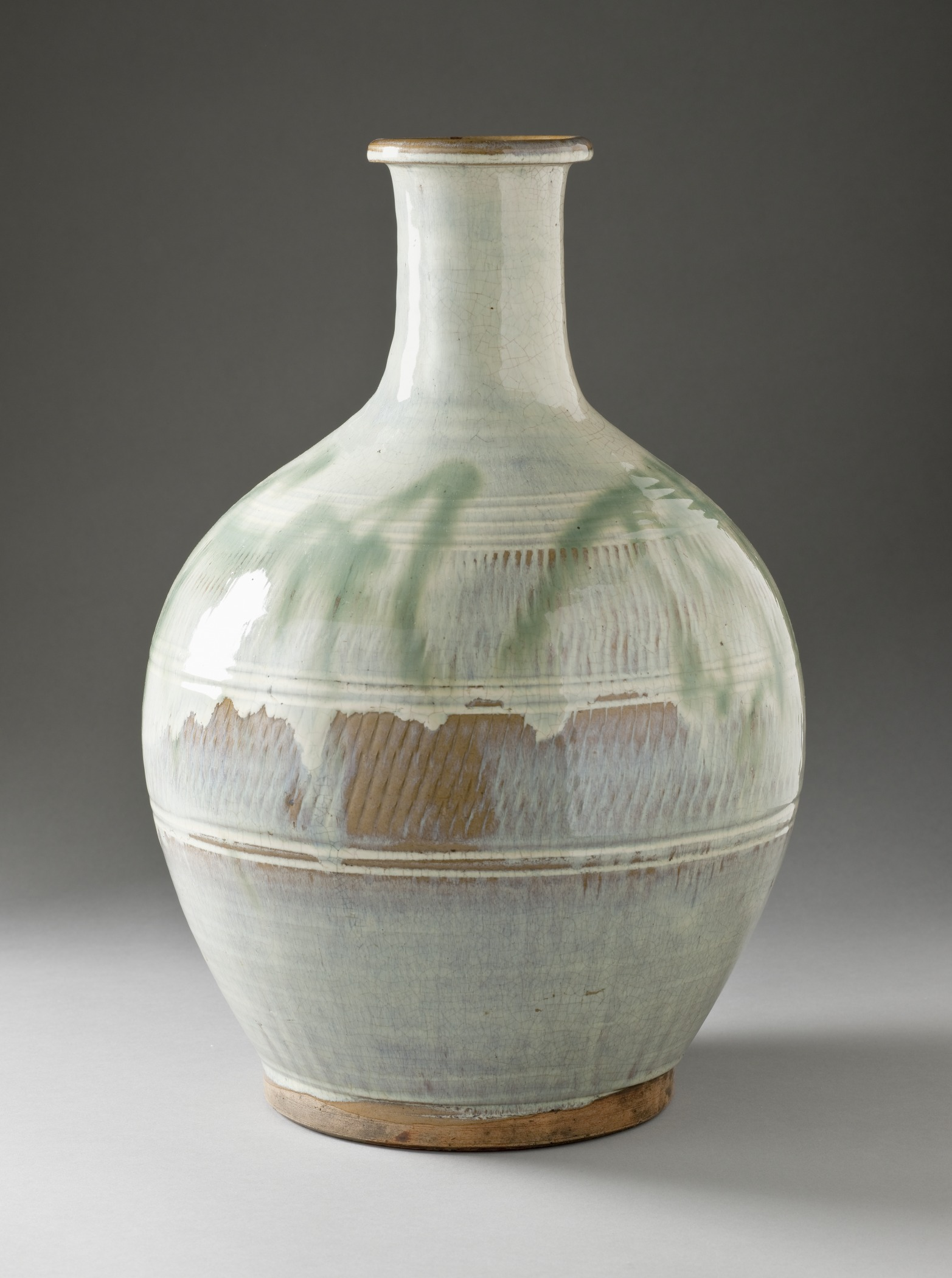
Bouteille à sake (tokkuri). Grès Onta, à couverte verte et blanche. Ère Meiji, fin XIXe siècle. LACMA

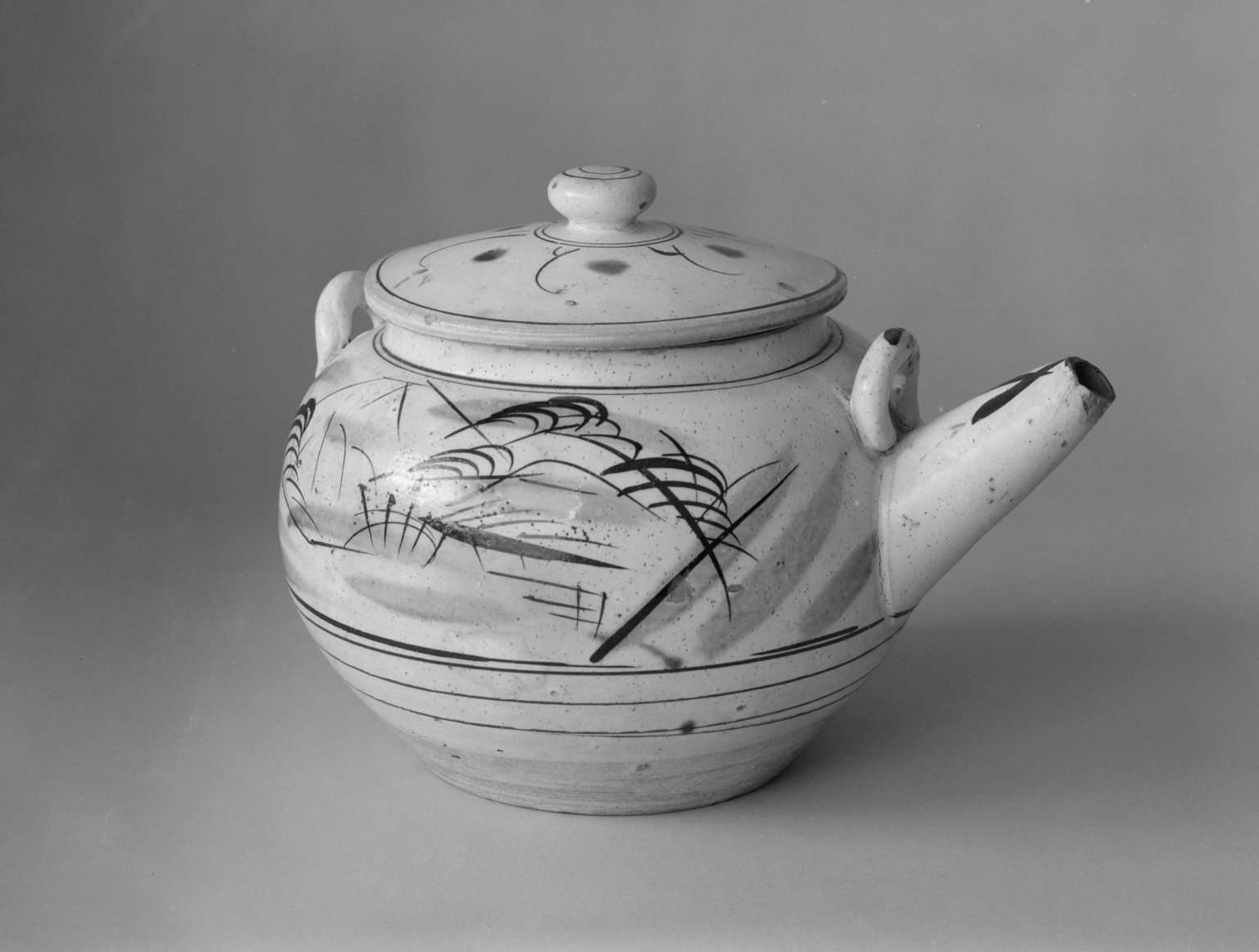
Période Taisho-Showa, v. 1915-35. Grès Ko-Mashiko (fabriqué à Mashiko). Théière « à fenêtre », mado-e dobin, L. 24 cm. Mouvement Mingei. Musée de Brooklyn

L'intérêt pour l'art humble des potiers de village progressa dans un mouvement de retour aux traditions dans les années 1920 grâce aux maîtres potiers tels que Shōji Hamada et Kanjirō Kawai (河井 寛次郎, Kawai Kanjirō) du mouvement Mingei. Ces artistes étudièrent les techniques traditionnelles de laques afin de les conserver pour le futur.
Un nombre d'établissements se mirent sous l'égide de la Division de la Protection des Biens Culturels. Les fours à Tamba, donnant sur Kōbe, continuèrent de réaliser la production quotidienne utilisée pendant la période Tokugawa, tout en y ajoutant des formes modernes. La plupart de la production des villages était faite anonymement par des potiers locaux pour l'usage de la population. Les modèles locaux, indigènes et importés tendent à rester les mêmes. À Kyūshū, les fours établis par les Coréens au XVIe siècle, tels que celui de Koishiwara (小石原) et ses dépendances d'Onta (小鹿田), perpétue la fabrication d'articles ruraux coréens de l'époque. À Okinawa, la production villageoise continua sous plusieurs maîtres tel Jirō Kaneshiro (金城 次郎, Kaneshiro/Kinjō Jirō) qui fut honoré comme un mukei bunkazai (無形文化財, litt. « trésor culturel vivant »).
Les maîtres modernes des fours traditionnels utilisent toujours les anciennes formules pour la poterie et la céramique pour atteindre de nouvelles limites dans l'accomplissement à Shiga, Ige, Karatsu, Hagi, et Bizen. Masao Yamamoto de Bizen et Kyūsetsu Miwa (三輪 休雪, Miwa Kyūsetsu) de Hagi furent designés comme mukei bunkazai. Seulement une demi-douzaine de potiers ont été honorés depuis 1989, pour leurs articles ou comme créateurs de techniques supérieures de lustrage ou de décoration. Deux groupes sont chargés de préserver les articles des anciens fours distingués.
Dans la vieille capitale, Kyōto, la famille Raku continue de produire les bols à thé qui firent la joie de Hideyoshi. À Mino, on continue d'utiliser la formule classique de l'époque Azuchi Momoyama pour faire des articles à thé de type seto, tels que la laque cuivre-vert d'Oribe et la laque laiteuse des articles de Shino.
Les artistes potiers expérimentent sans fin dans les universités d'arts à Kyōto et Tokyo pour recréer la porcelaine traditionnelle et ses décorations sous la conduite de maîtres de céramique tels que Yoshimichi Fujimoto (藤本 能道, Fujimoto Yoshimichi), un mukei bunkazai. Les anciens fours à porcelaine autour d'Arita sur l'île de Kyushu étaient encore maintenus par la lignée de Sakaida Kakiemon XIV et Imaizume Imaiemon XIII, fabricants héréditaires de porcelaine du clan Nabeshima ; les deux dirigeaient des groupes désignés mukei bunkazai.
En contraste, à la fin des années 1980, beaucoup de maîtres potiers ne travaillaient plus pour des fours majeurs ou anciens, mais fabriquaient des articles classiques un peu partout au Japon. Un exemple notable est Seimei Tsuji (辻 清明, Tsuji Seimei), qui importait son argile de la région de Shiga mais réalisait ses poteries dans la région de Tōkyō.
Un nombre important d'artistes s'occupèrent à redécouvrir le style de décoration et de laque chinois, spécialement le bleu-vert celadon, et vert eau qingbai. L'une des laques chinoises préférées au Japon est la laque brun chocolat tenmoku qui couvre les bols à thé rapportés du sud de la Chine de la dynastie Song (aux XIIe et XIIIe siècles) par les moines zen. Pour leurs utilisateurs japonais, ces articles brun chocolat ont incarné le zen esthétique de wabi (la simplicité rustique). Aux États-Unis, un exemple notable de l'utilisation de la laque de tenmoku se trouve dans les pots cristallins innovants créés par l'artiste japonais Hideaki Miyamura.

## Styles de poteries japonaises
- Arita-yaki ou Imari-yaki : produit dans la préfecture de Saga. Introduite par des potiers coréens au début de la période Edo.
- Bizen-yaki : produit dans la préfecture d'Okayama. Également appelé Inbe-yaki. Une poterie brun rougeâtre originaire du VIe siècle.
- Hagi-yaki : produit dans la préfecture de Yamaguchi. Parce que cuite à une température relativement basse, elle est fragile et transmet rapidement la chaleur de son contenu.
- Hasami-yaki : produit dans la préfecture de Nagasaki. Introduite par des potiers coréens au début de la période Edo.
- Karatsu-yaki : produit dans la préfecture de Saga. La poterie la plus produite du Japon occidental. Originaire du XVIe siècle. Grandement influencé par les potiers coréens.
- Kutani-yaki : produit dans la préfecture d'Ishikawa.
- Kyō-yaki, originaire de la ville de Kyoto.
- Mino-yaki : produit dans la préfecture de Gifu, style annexe du seto-yaki. Comprend shino-yaki, oribe-yaki, setoguro (seto noir), et kizeto (seto jaune).
- Onta-yaki : produit à Kyushu. Produit par des familles de pères en fils. La production s'effectue toujours sans électricité.
- Raku-yaki : produit dans la préfecture de Kyōto. Il y a un proverbe de la hiérarchie des modèles en céramique utilisés pour la cérémonie du thé : « D'abord, Raku. En second lieu, Hagi. Troisièmement, Karatsu. »
- Ryumonji-yaki : produit dans la préfecture de Kagoshima. Commencé par les potiers coréens il y a quatre cents ans.
- Satsuma-yaki : produits dans l'ancienne province de Satsuma, aujourd'hui préfecture de Kagoshima, et dans d'autres régions.
- Seto-yaki : produit dans la préfecture d'Aichi, la poterie japonaise la plus produite. Parfois le terme seto-yaki (ou seto-mono) est utilisé pour indiquer n'importe quelle poterie japonaise. Voir dans ce style la porcelaine Noritake.
- Shigaraki-yaki : produit dans la préfecture de Shiga. Un des styles les plus vieux du Japon. Célèbre pour ses poteries de tanuki.
- Souma-yaki : produit dans la préfecture de Fukushima. Une image d'un cheval (uma ou koma), qui est très abondant dans cette région, est le motif habituel. Ainsi, il est parfois appelé soumakoma-yaki.
- Tamba-yaki : produit dans la préfecture de Hyôgo. Également appelé tatekui-yaki. Une des six sortes les plus vieilles au Japon.
- Tokoname-yaki : produit dans la préfecture d'Aichi. Souvent des vases à fleur, des bols à riz et des tasses à thé.
- Tobe-yaki : produit à Shikoku. Souvent de la vaisselle bleu cobalt.
- Yokkaichi-banko-yaki : produit dans la préfecture de Mie. Souvent des tasses à thé, des théières, des bases à fleur et des services à saké. Originaire du XIXe siècle.

## Exposition 2025
- Exposition Japon, archipel des arts, 21 juin 2025 - 04 janvier 2026 au musée Crozatier. Le Puy-en-Velay[31] ; avec une grande section consacrée à la céramique japonaise, dont celle utilisée pour la cérémonie du thé japonaise.